# Palpatine
Sheev Palpatine alias Darth Sidious je fiktivní postava ze Star Wars. Byl posledním kancléřem Galaktické republiky, prvním a posledním císařem Galaktického impéria. Byl to tedy temný pán ze Sithu, nejúspěšnější z těch, kteří následovali pravidlo dvou v linii Darth Banea. Palpatine vytvořil své Impérium díky Velkému plánu a zosnování klonových válek, jež přinesly chaos a miliardy mrtvých. Vedl potají obě strany a nakonec vydal rozkaz 66 na vyvraždění řádu Jedi.
Vstoupil do politiky jako reprezentant svého domovského světa Naboo v Galaktickém senátu a za učedníka si tajně vzal mladého Zabraka Darth Maula. Byl schopen svou moc v Síle skrýt před všemi, i před Jedii, a proto žil dvojí život. Jeho čas přišel, když zmanipuloval politické figurky ke spuštění blokády Naboo Obchodní federací. To byl zvolen novým Nejvyšším kancléřem. Za deset let, když vypukly Klonové války, stál oficiálně v čele Republiky a tajně i v čele Konfederace nezávislých světů, jejímž vůdcem pro veřejnost byl jeho druhý učedník hrabě Dooku, který jako učedník nahradil Maula, kterého měl Palpatine po jeho střetu s Obi-wanem za mrtvého. Palpatine prodlužoval konflikt, aby získal více pravomocí, a zároveň zlákal rytíře Jedi Anakina Skywalkera na temnou stranu. Poté Palpatine zreorganizoval Republiku na Impérium a prohlásil se prvním císařem. S Darth Vaderem a klonovou armádou na své straně téměř vyhladili všechny rytíře Jedi.
Císař Palpatine nastolil totální kontrolu nad obyvateli. Po 17 let vládl bez zjevné opozice a věnoval se hlubšímu studiu temné strany. Avšak zpackal intriky na vylákání opozice z úkrytu a tři významní senátoři založili Alianci za obnovu Republiky. Následovala Galaktická občanská válka, při níž v roce 4 ABY osobně dohlížel na dokončení druhé Hvězdy smrti, kde chtěl zlákat na temnou stranu Anakinova syna Luka. Selhal a byl zabit Vaderem, jenž tak naplnil proroctví o vyvoleném ale zároveň i poslání Sitha zabít svého mistra.

## Mládí
Narodil se na Naboo roku 82 BBY jako nejstarší syn do staré a vlivné aristokratické rodiny Cosinga Palpatina, konzervativního politika, odmítajícího plnou integraci Naboo do Republiky. Mladý Palpatine byl jediný z rodu, kdo dokázal Cosingovi oponovat. Několikrát svými činy málem zničil pověst rodiny, když byl ze škol vylučován za činy, za něž běžní občané končili ve vězení. Vrcholem byla havárie kluzáku, kdy zabil dva chodce a otec musel vynaložit na úplatcích značnou sumu, aby se kauza ututlala. To v něm posílilo pocit nedotknutelnosti a neporazitelnosti. Po tomto incidentu se chtěl stát profesionálním závodníkem, k čemuž nakonec otec svolil. V závodech na Naboo pak zaznamenal několik pozoruhodných úspěchů.
Jeho spory s otcem byly založeny na tom, že v mladém Palpatinovi doutnala touha po absolutní moci a otci vyčítal jeho malé ambice. Aby jeho vlastní touha po moci vynikla, zřekl se křestního jména, říkal si už pouze jen Palpatine. Během studií na theedské univerzitě se dostal díky otcovým kontaktům k diplomatovi Vidaru Kimovi, asistentovi senátora za Naboo. Vidar Kim byl jeho politickým učitelem i přes jeho konzervatismus, jenž nebyl budoucímu temnému pánovi po chuti. V roce 65 BBY se na planetě konaly volby krále, v nichž Palpatine tajně podporoval Bona Tapala, protikandidáta otcova favorita. Tapalo totiž hlásal otevřenost galaxii, což bylo v souladu s Palpatinovými ambicemi. Na otcova favorita hledal a uveřejňoval pomluvy a špínu.
Tyto činy přilákaly pozornost jeho budoucího mistra Darth Plagueise, který se maskoval jako podnikatel a majitel mocné finanční instituce Damask Holding. Tou dobou pobýval na Naboo, kde lobboval a korumpoval zdejší politiky, zejména Tapala, aby posílil vliv bankovního klanu. Palpatina nakonec našel a přemluvil ho, aby mu udělal exkurzi po planetě. Při tom si všímal Palpatinových názorů na politiku a jeho zájmu o zakázanou historii Sithů, prohlédl si i Palpatinovu tajnou sbírku sithských artefaktů. Následující den nabídnul Palpatinovi práci agenta pro jeho holding. Cosinga však styky muunského temného lorda s jeho synem odhalil a zatrhl je. Když letěl Palpatine na školní stáž na Chandrilu, žádal od Plagueise radu, jak skoncovat s otcovým špehováním. Tehdy Plagueis v jeho zprávě identifikoval strach, hněv a také symptomy jeho nadání v Síle, takže mu "poradil". Otec rovněž odcestoval na Chandrilu, aby syna umístil na jinou planetu v chommellském sektoru a zabránil mu plést se do volební kampaně. Jeho syn ho však na palubě lodi slovně i fyzicky napadl. Cosinga pak Palpatinovi řekl, že ho měl už dávno raději zabít, což v mladém Palpatinovi probudilo moc temné strany Síly. Zavraždil svého otce i celou svou rodinu a posádku. Darth Plagueis incident zamaskoval jako nešťastnou náhodu a mladého Palpatina přijal za svého učedníka.

### Sithský výcvik a trénink Dartha Maula
Palpatine se tak kvalifikoval do hodnosti sithského učedníka. Jeho citlivost na Sílu unikla Jediům a málem i Plagueisovi, neboť ji Palpatine dokázal před ostatními skrývat. Plagueis odhalil, že jeho žák bude mistrem přetvářky, klamu a mistrný manipulátor, proto mu vybral jméno Darth Sidious, zákeřný. Plagueis ho učil v souladu s Baneovou tradicí využívat temnou stranu Síly a bojovat s rudým světelným mečem. K tomu ho učil ještě více manipulovat s okolím a vyjednávat. Dokonce mu dovolil nahlédnout do své velké sbírky sithských holokronů z Baneovy doby. Jediové se bláhově domnívali, že tyto holokrony leží v archivech řádu, avšak ve skutečnosti se jednalo o velmi důmyslné atrapy.
Plagueis byl posedlý nesmrtelností a zkoumal stará učení, díky nimž držel umírající lidi naživu a dokonce je i uzdravoval. Dávní mocní sithští pánové z dob dávno minulých (např. Darth Sion nebo Darth Andeddu) údajně tato tajemství znali, ale bylo ztraceno. Plagueis dotáhl svůj výzkum do extrému, když se snažil stvořit život z ničeho pomocí manipulace s midi-chloriany. V Sidiousovi po letech začala doutnat touha stát se mistrem a zabít svého učitele, čehož si Plagueis samozřejmě všiml. Palpatinovou rukou zemřít nehodlal, přesto svému učedníkovi sděloval vše, co ví. Zatímco on sám upřednostňoval ústraní, Sidiousovi nařídil znovu vzkřísit jméno Palpatine a vstoupit do politiky, aby prosazoval v souladu s Velkým plánem sithské zájmy.
Už jako pouhý učedník unesl mladičkého Zabraka z planety Dathomir a začal ho tajně cvičit na Sitha. Vybral si ho proto, že dávní Sithové měli na Iridonii spoustu kontaktů se zabraky a za nemalé sumy si je najímali jako žoldnéře. Zabrakové byli sice známí výdrží, ale pro mladého hocha byl Palpatinův trénink extrémně brutální. Navzdory Palpatinově krutosti mu byl přesto tento Maul fanaticky oddaný.
Když byl Maul ještě malý, vzal ho jednou Sidious před chrám Jediů v přestrojení za turisty. Jeho znalost Temné strany byla dostatečná, aby skryla jeho i Maulovu přítomnost, ale dovnitř Chrámu samozřejmě nesměli, to by byli odhaleni. Stáli tedy před chrámem a pozorovali Jedie, přičemž mu Palpatine šeptal o konečném zničení řádu Jedi a pomstě Sithů. V Maulovi to zanechalo veliký dojem a nemohl se dočkat, až s nimi jednou změří své síly.
Nakonec po letech přišel čas Maulova konečného testu, když ho Palpatine vysadil na izolovanou planetu, kde ho lovili zabijáčtí droidi po celý měsíc. Na konci nalezl vyhladovělý Maul svého mistra. Přes jeho vyčerpání s ním Palpatine bojoval a snadno ho porazil. Svému učedníkovi pověděl, že je zklamaný a připravil si už nového učedníka. Rozzuřený a odzbrojený Maul se vrhl na svého mistra holýma rukama, a to s takovým odhodláním, až se mu povedlo Palpatina vyvést z míry a dokonce ho kousnul do ruky. Potěšený Palpatine slavnostně vyhlásil Maulův trénink za ukončený a udělil mu titul Sithský Pán.

## Vzestup Palpatina (70–32 BBY)
Palpatine začal svou politickou kariéru v mladém věku, neboť na Naboo byla veřejná služba běžná ve věku od dvanácti do dvaceti let. Když se stal Sidiousem, zůstal ve veřejné službě na rozdíl od spolužáků i mimo tento věk. Ve 20 letech tedy vstoupil do vyšší politiky a po pěti letech se stal oficiálním asistentem senátora Vidara Kima. Mezitím kandidoval do mnoha různých vysokých postů, ale úmyslně volby prohrával, aby neodhalil svou příslušnost k sithskému řádu. Také by s příliš vysokými funkcemi neměl čas věnovat se studiu Síly.
V roce 52 BBY se Obchodní federace dostala do sporu se Senátem a obyvatelstvo jádra i okraje galaxie začalo žádat silnější centrální vládu. Oba temní lordi se shodli, že je pravá chvíle začít manipulovat politiku přímějšími metodami. Proto zosnovali vraždu Vidara Kima, aby mohl třicetiletý Palpatine kandidovat jako jeho nástupce, v čemž uspěl. Nechal si na Coruscant přivézt osobní věci, jež byly v rámci standardní procedury skenovány. Byla mezi nimi i socha Stristose, jednoho ze čtyř čarodějů z Dwartii (kontroverzní filozofové z počátků Republiky). Sken ukázal, že je socha jednolitým kusem neuránia s bronziovým povrchem. Ve skutečnosti obsahovala kapsu, v níž do Senátu pronesl svůj sithský světelný meč. Když byl Palpatine zvolen o 30 let později Nejvyšším kancléřem, byla socha přemístěna do jeho nové kanceláře, z níž si po desetiletích skrytý meč vytáhnul.

### Senátor za Chommellský sektor
V senátu nemarnil čas a formoval vztahy s ostatními, které se vyplatily v budoucnu. První byl syn jeho předchůdce. Ronhar Kim byl Jedi, který svou rodinu téměř neznal, ale byl svědkem otcovy vraždy. Během jejich konverzace vyplynulo, že Rohnar po vraždě otce přemýšlel, zda by neměl řád Jedi opustit a zaujmout v politice otcovo místo, ale Palpatine mu naznačil, že by v politice plýtval svým potenciálem. Takhle z něj udělal spojence z řad Jediů, kterého využil v roce 32 BBY k založení Rudých Gard. O dalších devět let později poslal Kima na smrt v bitvě na Mersonu, aby posílil válečnou propagandu.
V senátu Palpatine ihned vycítil moc ostatních. Nižší delegáti klopili hlavy vždy, prošel-li kolem někdo významný. Palpatine se tomuto zatím nevyhnul, avšak významné a mocné osobnosti podporoval v jejich přesvědčení, že jsou nadřazení nade všemi. Mezi prsty mu unikaly velké příležitosti k postupu do senátních výborů, ale i tentokrát to mělo své důvody. Dokud byl v senátu relativně neznámý, jeho mocnější kolegové bojovali o pozice mezi sebou a Palpatine mohl v ústraní „bezbolestně“ zvyšovat svůj vliv a získávat další přátele. Zanedlouho získal tolik přátel a známých, že veřejnost překvapil svou popularitou.
Krátce se dal na dráhu spisovatele a jeho texty o získání moci se staly velice populárními mezi jeho kolegy i mezi studenty vojenství. Jeho teorie se dokonce vyučovaly na předních coruscantských univerzitách. Navzdory oblibě zůstal Palpatine stejný a většinu času trávil ve své malé a dobře zařízené ubikaci. Lidé si všimli, jak velmi si cenil soukromí, málokdy se účastnil společenských akcí a všechen čas věnoval práci. Ve skutečnosti trávil většinu tohoto času tréninkem Darth Maula, schůzkami s Plagueisem a rozšiřováním znalostí o Sithech. Senátní agendu za něj dělaly sekretářky a droid TC-4.
Senátor Palpatine navazoval vztahy s respektovanými lidmi na klíčových pozicích i s těmi méně významnými, dále s důstojníky, se členy velkých komerčních společností, a se členy řádu Jedi. Spousta z nich později získala prominentní pozice v Impériu. Jeho odpůrce potkal jiný osud. Mezi jeho přátele patřil mistr Jedi Jorus C'baoth, s nímž se setkal při mírové misi na planetě Ando. Často se scházeli a diskutovali o filozofii a politice. Nakonec byl na Palpatinovu žádost mistr uvolněn z řádu, aby ho mohl jmenovat svým poradcem. Při svých schůzkách projednávali hlavně možnosti existence života v jiných galaxiích.
Janus Greejatus byl politik z Chomellu Minor, byl velmi xenofobní a rasista. Palpatine se s ním sice spřátelil, ale jeho činy způsobily více škod než užitku. Musel se tedy od nich veřejně distancovat, avšak v jádru s ním souhlasil a v době Impéria znemožnil příslušníkům jiných plemen přístup na vyšší pozice. Jestli bylo Palpatinovo přátelství opravdové nebo jen nahrané, zůstává záhadou. Trvalo však 30 let a sám Greejatus věřil, že to bylo velké, upřímné přátelství.
Terrinald Screed byl nižším úředníkem Galaktického soudu a po vzniku Impéria z něj udělal admirála a jednoho z nejvlivnějších důstojníků Imperiálních sil. Viceguvernér z Eriadu Wilhuff Tarkin byl členem mocné šlechtické rodiny. Když ho jako Darth Sidious kontaktoval, zjistil, že jsou jejich názory na vládu a filozofii společné. Není známo, zda tehdy Tarkin věděl o Palpatinově dvojím životě, ale Palpatinovi i Sidiousovi sloužil dlouho a věrně. Po nástupu Impéria mu Palpatine svěřil dozor nad vývojem superzbraní. Lord Crueya Vandron byl hlavou vznešeného rodu ze sektoru Senex. Tajně se připojil k Palpatinovi a po nástupu Impéria se stal jeho poradcem a hlavou COMPNORu.
Dále si z Naboo přivedl spoustu loajálních sekretářek a pomocníků, kteří mu pomáhali v politických a legálních směrech, ale zároveň plnili jeho vůli i v temnějším a tajnějším smyslu. Při nástupu Impéria získali ty nejlepší civilní pozice. Sate Pestage byl Palpatinův pomocník již v době, kdy byl senátor pouhým úředníkem na Naboo. Jako jeden z mála věděl o Palpatinově pravé identitě a dobrovolně sloužil jako jeho krycí agent. V době Impéria byla Pestagovi dána funkce velkovezíra a měl na starosti kontrolu přístupu k Císaři. Kinman Doriana byl Pestegův přítel a toužil stát se špiónem, tedy byl pro Sidiouse ideální kandidát na tajné úkoly. Na rozdíl od Pestaga neměl ponětí, kým Palpatine ve skutečnosti je. Doriana poté sloužil i Sidiousovi, aniž by si uvědomil pravdu. Jeho služba však byla natolik cenná, že ho po jeho smrti mohl nahradit pouze třemi lidmi: Darth Vaderem, Marou Jade a Thrawnem. Ars Dangor byl jedním z Palpatinových pomocníků a získal pozici mezi imperiálními poradci. Palpatinovi radil v oblasti galaktické bezpečnosti, zvláště po nástupu Rebélie. Byl podobně jako Palpatine charismatickým mluvčím a byl častým účastníkem veřejných politických debat a tiskových konferencí.
Ještě než se pustil do hlavní fáze Velkého plánu, musel se Palpatine vypořádat s dalšími kulty temné strany Síly. Buď je vyhladil, nebo si je podmanil pod své vedení.

## Velký plán a krize na Naboo (32 BBY)
Po celý rok 33 BBY si Palpatine postupně připravoval své figurky pro nastartování Velkého plánu. Wilhuff Tarkin mu pomohl zlikvidovat šestičlenný direktoriát Obchodní federace, který právě zasedal na Eriadu, aby projednal dopad nových zákonů zdaňujících bývalé volné obchodní cesty ve středním a vnějším pásu galaxie a povolení doprovázet konvoje bitevními loděmi k ochraně před piráty. Pirátské nálety byly ve skutečnosti zosnovány Palpatinem. Pak zařídil jmenování své loutky Nuta Gunraye novým místokrálem federace, se kterým podepsal "výhodnou" smlouvu, odhalil se mu jako Temný Pán ze Sithu a zdůraznil, že má na senát vliv.
Poté poslal Palpatine na radu Plagueise několik miliónů kreditů na účet rodiny Nejvyššího kancléře Valoruma přes banku Aargau tak, aby se nedal vystopovat jejich původ. Palpatinův sekretář Sate Pestage pak poslal důkazy o této sumě senátorovi Orn Free Taaovi, který je ihned přednesl příslušnému vyšetřovacímu výboru. Tím oslabil jeho už tak dost pochroumanou pověst a důvěryhodnost. Sidious následně nové vůdce Obchodní federace přiměl k zahájení blokády planety Naboo jako protest proti výše zmíněnému zákonu o zdanění obchodních cest. Obchodní federaci měl za svou největší loutku, byla oslabena neschopným vedením, dosazeným Sidiousem. Na Naboo byla navíc právě zvolena nová královna, stejně mladá a naivní jako všechny před ní. Blokádou Naboo odstartoval další intriky a navíc zasadil první úder Republice i Jediům.
Obchodní federace v roce 32 BBY přesunula své síly k Naboo a planetu neprodyšně odřízla od zbytku galaxie. V Senátu probíhaly celý měsíc vášnivé debaty o vzniklé krizi, ale bez konkrétního řešení. Senátor za Obchodní federaci Lott Dod úspěšně obhájil konání federace a dokázal, že neporušila žádný zákon: nezaútočili na lodě ani na planetu, tedy vyšachoval soudy. Nejvyšší Kancléř byl v této situaci bezradný a byla jen dalším hřebíčkem. Palpatine tento stav prodlužoval a radil královně Amidale, aby vyčkala na rozhodnutí Senátu. Mladá královna však nebyla tak naivní, jak předpokládal, a nakonec sama kontaktovala Kancléře a označila ho za osobně zodpovědného za stávající situaci. Kancléř tedy jednal a vyslal do systému dva jedijské vyslance.
Palpatine o Valorumových plánech nevěděl, protože s nimi šel rovnou před radu Jedi, aniž by dle zákona jednal nejprve se senátory. Věděl jen, že poslal dva vyslance, netušil však, že to byli Jediové. Když mu tuto novinu vystrašení Neimoidiani řekli, měl co dělat, aby skryl svou zlobu a rozčilení z toho, že se mu Jediové do intrik připletli předčasně. Nařídil jejich likvidaci a zahájení invaze, že legalitu akce v senátu nějak zařídí. Neimoidiani se pokusili Jedie zabít a okamžitě začali rušit veškeré vysílání planety. Zajali Amidalu a vydírali ji, aby podepsala smlouvu legalizující okupaci. Oba Jediové ji však osvobodili a unikli s ní z planety. Sidiouse tento vývoj nezneklidnil a představil Neimoidianům Dartha Maula. Jeho plány ohroženy nebyly, protože ho Amidala jako senátora dříve či později vyhledá sama na Coruscantu.
Skutečně se s ním spojila a informovala ho o poškození lodi, ale neřekla ze strachu před špehy Obchodní federace, kde přistáli. Palpatine však signál vystopoval na Tatooine a vyslal tam svého učedníka, aby ji chytil a dopravil zpět na Naboo. Sidious mu nakázal, aby se ale postaral nejprve o Jedie, protože si vzpomněl, že Plagueis svůj experiment s midichloriany zacílil právě na Tatooine, kde měl podobu chlapce. Nepřál si, aby toto dítě bylo ovlivněno Jedii. Maul měl tomuto zabránit, proto byl rozkaz zabít Jedie prvořadý. O onom chlapci Maul nic netušil, ale selhal v porážce Jediů i v únosu královny.

### Zvolení Kancléřem a vražda Plagueise
Palpatine byl proto velmi překvapen, když se mladá královna objevila na Coruscantu, odhodlána předstoupit před Senát. Původní plán musel stranou a jakožto mistr improvizace zmanipuloval mladou královnu, aby navrhla v Senátu hlasovat o nedůvěře Kancléři Valorumovi, než se smířit s okupací nebo roky čekat na verdikt soudu. Zoufalá královna souhlasila a hlasování o nedůvěře Kancléři v emotivním projevu vyvolala.
Výsledky hlasování byly jasné – Valorumův odchod. Při volbě nového kancléře byli nejvážnějšími kandidáty Bail Antilles a Ainlee Teem, avšak senátoři se nedokázali shodnout. Kompromisem se stal Palpatine, protože měl v Senátu dobré vztahy se všemi frakcemi a byl pokládán za nezkorumpovaného muže. Zároveň se mnozí domnívali, že se jeho volbou v jádru nic nezmění, navíc svou roli sehrály i rostoucí sympatie k okupovanému Naboo, jehož problém nedokázal Valorum vyřešit. Palpatine vyhrál a stal se novým Nejvyšším kancléřem, posledním v historii Republiky.
Až dosud stál Plagueis v ústraní a s Palpatinem se setkával jen na schůzkách o projednávání Velkého plánu, jež měl vést k celogalaktickému konfliktu. Plagueis požadoval, aby ho Palpatine po svém zvolení Kancléřem jmenoval svým náměstkem, aby mohl na Palpatina dohlížet. Plagueis si však neuvědomil, že s ním jeho učedník už léta manipuluje, aby si myslel, že to on vše řídí a ne Palpatine, jenž byl na vůli mistra zcela nezávislý. Po svém zvolením usoudil, že již svého mistra nepotřebuje, takže ho pozval do svého apartmá na 500 Republica pod záminkou oslavy zvolení a k tréninku jeho úvodního projevu na pozici Nejvyššího kancléře. V noci se opili do němoty, sebe však jen zdánlivě, aby pak svého mistra zavraždil ve spánku, když do něj pustil své blesky. Tento moment si s úsměvem vychutnával. Navíc dospěl k názoru, že je vyvoleným temné strany, aby dobyl galaxii. Vzešel sice z Baneovské linie, ale rozhodl se na své budoucí učedníky lépe dohlížet než jeho předchůdci, aby ho nezabili. Proto před nimi o detailech o Plagueisovi a zejména o jeho smrti pomlčel, aby se vyhnul podobnému osudu.

### Osvobození Naboo
Ještě před hlasováním se Amidala rozhodla Naboo osvobodit. Předstíral obavy a snažil se jí cestu zpět rozmluvit. Vzala s sebou oba Jedie, čímž dala Palpatinovi šanci zbavit se všech najednou. Poslal tedy na Naboo Darth Maula, aby se postaral o Jedie a Gunrayovi dal rozkaz postarat se o Amidalu a smlouvu. I když měl Sidious plné ruce práce s volbami, sledoval zprávy od Maula. Byl nemile překvapen, když se dostala z dosahu Gunraye, ale také z toho, že se jí povedlo vytvořit alianci s gungany a připravit ohromnou armádu v Bažinách. Amidala vskutku jednala mnohem agresivněji, než Palpatine předpokládal, přesto věřil, že nevydrží ani pět minut, a dal Gunrayovi příkaz, aby proti nim vyslal droidy.
Ve skutečnosti měl výsledek bitvy pro Palpatina jen pramalý význam. Příkaz na zničení gunganů a Maulova přítomnost byla jen zástěrka pro Neimoidiany, aby si mysleli, že má Sidious s Naboo své plány a neodhalili jeho skutečné motivy. Palpatine byl brzy informován o triumfu královny a proti všem předpokladům převzala zpět trůn a Gunraye zajala. Tento neočekávaný výsledek mu neuškodil, neboť okupace splnila svůj účel. Hned po svém zvolení Kancléřem a vraždě Plagueise odletěl s delegací na státní návštěvu Naboo, aby se přiživil nad tímto vítězstvím. Přestože v bitvě ztratil učedníka, zvolil si už nového, Anakina Skywalkera. Maula neměl na nic jiného než na to přesvědčit Jedie o jejich mýlce na vyhynutí Sithů, vyvolat v nich nejistotu a pátrání po „druhém“ Sithovi. Palpatine získal mnohem více, než ztratil. Věděl, jakou roli v dění sehrál bývalý otrok z Tatooine Anakin. Všimla si toho i Rada Jedi a po krátké debatě se mistrové rozhodli, že Anakin bude učedníkem Kenobiho.
Po návratu zpět měl Palpatine opravdu co slavit: zbavil se mistra a z jedijského hledání „druhého Sitha“ si hlavu nedělal, neexistovala naprosto žádná šance, že by je pátrání dovedlo až k němu. Jediové se báli, což ho velice těšilo, teď jen musel odstranit všechny důkazy zbylé z krize. Republikoví vyšetřovatelé zajistili Maulovu loď Scimitar i jeho droida C-3PX, jež obsahovaly citlivé informace. Prvního důstojníka vyšetřovatelů zastřelila automatická obrana lodi a mistr Saesee Tinn zjistil, že palubní počítače jsou vymazány. Sidious se jen bavil nad pohledem na Tinna, jenž se se strachem v očích vracel z bezcenné lodě.

### Zlákání Dookua
Po zmizení Dartha Maula byl Sidious nucen hledat nového učedníka. Potřeboval někoho, kdo by šířil jeho vůli a rozděloval Republiku, což byl úkol, který by Maul přes všechny své kvality nedokázal splnit. Nejlepší volbou by bylo najít opět nějaké dítě citlivé na Sílu, ale to již nebylo možné, neboť měl dříve jako senátor bezvýznamné planety spoustu soukromí a času, který věnoval Maulovu tréninku. Jako Kancléř měl denní programy, takže musel najít někoho již zkušeného v užívání Síly. Štěstí mu hrálo do karet a seznámil se s mistrem Jedi Dookuem. Byl to nejen vynikající šermíř, ale i skvělý, charizmatický, inteligentní a trpělivý politik, tedy splňoval všechny požadavky pro další fáze Velkého plánu. Navíc v něm byly slabosti, které využil k jeho svedení na temnou stranu. Palpatine měl i další kandidáty, například Vergere, kterou však pro její zradu nakonec zabil.
Dooku po událostech na Naboo apeloval Na radu Jedi, aby nemarnila čas dopadením „druhého Sitha“, a nedokázal pochopit, proč Jediové nedělají vše, co je v jejich silách, k jeho dopadení. Dooku se tedy vydal po stopách druhého Sitha sám, nicméně Sidious si dříve našel jeho. Dooku jím byl fascinován a pochopil, že Jediové na záchranu Republiky nestačí. Po dlouhém rozhovoru s Palpatinem uvěřil, že se Republika brzy zhroutí, a je zapotřebí nový řád. Uvědomil si, že jejich vize byly vlastně velice podobné, takže přijal Sidiousovu nabídku a stal se jeho učedníkem. Hrabě Dooku věřil, že budou se Sidiousem partneři, ale ten ho měl od samého počátku jen za pouhé vyplnění prázdného místa učedníka, které tak či tak čekalo na Anakina.

## Nejvyšší kancléř (32–24 BBY)
Během svého legitimního funkčního období měl Palpatine hodně práce, kterou věnoval přípravám ke Klonovým válkám. Měl i jiné projekty, menší, ale efektivní, které podkopaly důvěru v Jedie a snižovaly jejich počet. Dbal ale na to, aby si zachoval obraz zodpovědného vůdce. Jedno z jeho prvních rozhodnutí bylo ponecháni chagriana Mase Amedy na postu místopředsedy senátu výměnou za hlasy kliky senátora Taa při volbě. Ameda byl loajální k Republice a věrně sloužil Palpatinovi, stejně jako před tím Valorumovi s nadějí, že přispěje k návratu Republiky na vrchol. Ameda však Palpatina podcenil a stal se jeho loutkou. Ten několikrát přijal Amedou navržené zákony, ale své skutečné záměry maskoval a shromažďoval na něj špínu, které používal jako páku na něj. Krátce po zničení Mezihvězdné výpravy, pro kterou Ameda osobně lobboval, mu Palpatine prozradil, kým ve skutečnosti je, a že on sám nařídil zničení výpravy. Když mu Sidious ukázal důkazy o jeho podvodech a korupci, které by mu zajistily doživotní žalář, stal se Ameda ze strachu důvěrným pomocníkem a nástrojem v Palpatinově plánu.
Zvolení Nejvyšším kancléřem s sebou neslo jeden malý problém – někdo ho musel nahradit jako senátora za sektor Chomell. To zařídil Greejatus, jeho starý spojenec. Greejatusova nátura a jeho rasismus, který nezřídkakdy v senátu dával najevo, byly v rozporu s politikou Naboo, která usilovala o otevřenost. Greejatus byl proto po "splnění" svého poslání na Palpatinovo doporučení nahrazen Horacem Vancilem, ale Palpatine ho podržel a jmenoval ho svým poradcem.
Kancléř Palpatine zůstal i po zvolení ve svém senátorském apartmánu 500 Republika, ale musel alespoň na oko dodržovat tradice, takže trávil čas i v pracovně Kancléře. Odstranil veškeré obrazy a sošky po Valorumovi a v podstatě z pracovny učinil kopii svého apartmá: převládající barvou byla červená a nechal si tam přivézt mnoho „zvláštních soch", aniž by měl kdokoliv tušení, že se jednalo o sithské umělecké předměty, šikovně maskovány tak, aby jejich původ unikl i mistrům Jedi. Mezi nimi byly dvě zvláště důležité: jeho černé křeslo připomínající trůn, obrněné lenthanidovou slitinou, jejíž kopie byly nainstalovány na všechny lodě, budovy i zařízení, které by mohl navštívit. Druhá a ještě důležitější věc byla výše zmíněná socha ukrývající jeho světelný meč. Rezervní meče a sithskou róbu ukryl v jiných uměleckých dílech do doby, než je konečně mohl použít.
K vyvolání galaktického konfliktu potřeboval armádu pro Republiku, kterou by měl pod kontrolou. Její počátek měl na svědomí mistr Jedi Sifo-Dyas, blízký přítel hraběte Dooka. Po bitvě o Naboo měl Dyas několik vizí blížící se velké temnoty. Promluvil si s Palpatinem, který ho přesvědčil, aby vzal věci potají do vlastních rukou a nespoléhal se na radu Jedi. Vyslal Dyase na planetu Kamino za klonovači, aby objednal masivní klonovou armádu.
Sidious věděl, že Sifo-Dyas neudrží tajemství věčně, takže vyslal hraběte Dookua, aby ho zabil. Ten přání svého mistra splnil a svého přítele zavraždil. Tím naplnil svou sithskou oběť a oficiálně se stal Sithem. Jako odměnu mu Sidius daroval titul Temný Pán ze Sithu Darth Tyranus. Jeho prvním úkolem byl dokončit tvorbu klonové armády a zajistit utajení. V chrámu Jedi Tyranus vymazal veškeré záznamy o Kaminu a oficiálně opustil řád Jedi. Aby bylo zajištěno, že se klony dokážou postavit Jediům, byl nutný vhodný „dárce“. Po mnoha zkouškách vybral Tyranus mandaloriana jménem Jango Fett.

### Znovuzvolení
Když se Palpatinovo první funkční období schylovalo v roce 28 BBY ke konci, konaly se nové volby. Navzdory faktu, že Palpatinovy snahy o reformy neuspěly (on sám se o to tajně postaral), jeho podvody a nepřítomnost významného protikandidáta zajistily jeho znovuzvolení. Byly to také poslední volby v historii Republiky.

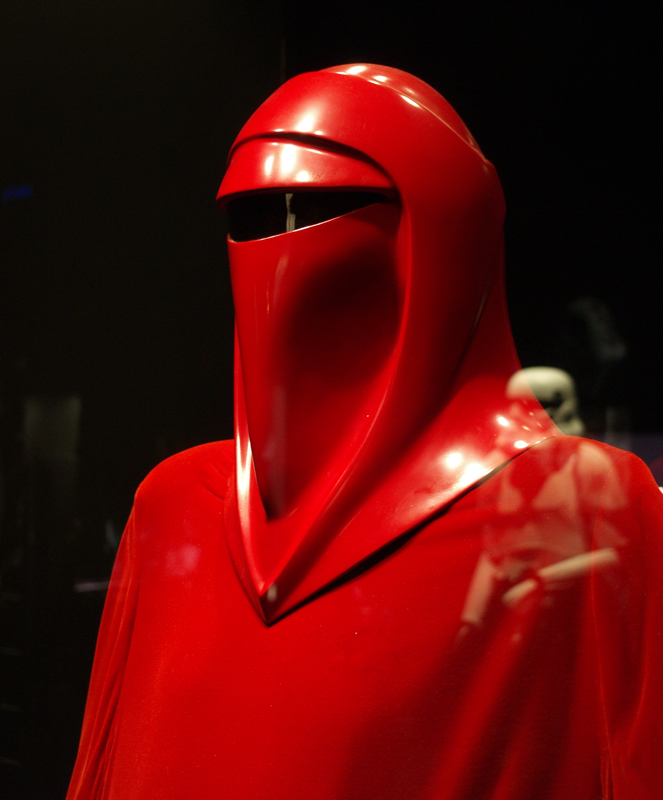
Uniforma Rudých gard

V této době se poprvé objevily rudě oděné Kancléřovy gardy, jinak známé jako Rudé gardy. Vznikly na popud kapitána Prida Shana kvůli stále se zvyšujícím hrozbám pro kancléře. Shan protestoval a prosazoval více peněz do rozpočtu senátních gard, aby mohl zakoupit lepší zbraně a aby přidělil speciálně trénované ochránce přímo kancléři. Palpatine reagoval navenek rozpačitě, ale ve skutečnosti po takové ochrance toužil, ale nemohl dát svou touhu veřejně najevo, neboť ochranka pro Kancléře byla v rozporu s republikovými tradicemi a senát by měl určitě námitky. Takže prostě zařídil, aby námitky kapitána Shana byly vskutku opodstatněné.
Zařídil, aby byl před zraky Jedie Ronhara Kima zosnován útok na Palpatina. Senátní gardy žalostně zklamaly, takže se k hlasu kapitána Shana přidal i hlas Jedie. To již bylo dostatečné k prosazení návrhu na vznik Rudé gardy – později známé jako Císařovy královské gardy. Vznikly okamžitě a pod Palpatinovým osobním dohledem. Poté byl Palpatine jen velice zřídkakdy viděn bez jejich přítomnosti. Jejich výrazné rudé brnění bylo založeno na podstatě vzbuzovat strach. Samozřejmě došlo po vzniku gard k protestům, ale brzy utichly.

### Projekt Mezihvězdná výprava
Jednalo se o vysněný projekt mistra C'baotha, Palpatinova přítele a poradce, jež měl za úkol zjistit pravdu o existenci života mimo galaxii. Projekt se zrealizoval v roce 27 BBY a účastnilo se ho šest lodí třídy Dreadnaught, spojených do jediné lodě, která se vydala za hranice Republiky do Neznámých oblastí, a odtud do mezigalaktické prázdnoty.
Mezigalaktické cestovní bylo tisíce let považováno za nemožné kvůli trhlinám v hyperprostoru na kraji Galaxie. Palpatine si to nemyslel, jelikož se mu dostala do rukou zpráva o vetřelcích z planety Zonama Sekot. Tak či tak, C'baoth věřil, že schopnosti Jediů přítomných na palubě budou dostatečné, aby gravitační poruchy na kraji galaxie překonali. Experimenty toto tvrzení podporovaly, takže mistr C'baoth požádal o co nejvíce Jediů. Přestože byla možnost zjistit o „Cizincích z neznáma“ nové informace, hlavní Palpatinův důvod pro podporu projektu byla možnost snadného odstranění velkého počtu Jediů bez možnosti vysledovat jakoukoliv stopu.
Nicméně senát nebyl ochoten věnovat peníze na takto drahý projekt, takže byl Sidious nucen vyslat Kinmana Dorianu, aby zajistil C'baothovi dostatečnou politickou podporu. Mistr Jedi tedy dostal vše, co potřeboval, včetně pěti dalších mistrů Jedi a jedenácti rytířů. Toto množství překvapilo i Sidiouse, ale zároveň potěšilo. Sidious pak Dorianu vyslal na útočnou loď Obchodní federace, aby výpravu dostihl a zničil. Jenže federální flotila i výprava vstoupily do chisského prostoru, kde byli objeveni důstojníkem Thrawnem. Přestože chtěl Doriana navázat přátelský kontakt, neimondyanský komandér bezhlavě zaútočil, avšak proti Thrawnovi neměl šanci. Přežila pouze Dorianova loď, a to jen proto, že si Thrawn přál někoho naživu pro výslech. Dorian přesvědčil Thrawna, že zničení projektu je v jeho největším zájmu, jelikož má zamířeno za hranice galaxie, kde může narazit na „Cizince z neznáma“, a ukázal mu zprávy od rozvědky Wilhuffa Tarkina. Toto byl argument, kterým Thrawna přesvědčil, neboť dobře věděl, o kom je řeč. Chissové se totiž s těmito vetřelci už setkali a jen stěží je porazili. Doriana otevřel holoNetový kanál k Sidiousovi a nechal oba velké muže, aby se domluvili na společném postupu osobně.
Sidious byl ovšem překvapen, když se dozvěděl, že C'baoth přidal na poslední chvíli do výpravy i Anakina. Nechtěl ztratit svého vytouženého budoucího učedníka, takže se vydal projektu vstříc dříve, než opustí republikový prostor, pod falešnou záminkou uzavření dohod na okrajových světech. Projekt tedy pokračoval bez Anakina a Obi-wana ke svému osudu. Brzy poté Doriana ohlásil, že Thrawn projekt zničil. Palpatine tak získal nový nástroj v podobě chisského mistra strategie, ale další ztratil. Mistr C'baoth byl mrtev, ale i tak ho mohl ještě v budoucnosti využít. Palpatine totiž uchoval mistrův vzorek, který mohl být naklonován.

### Separatistická krize a nouzové pravomoci
Palpatinovi v roce 24 BBY končilo druhé funkční období a věděl, že je armáda klonů téměř hotová. Tyranus tedy na jeho příkaz shromáždil představitele vlivných organizací a založil Konfederaci nezávislých systémů (CIS), do níž patřila i Obchodní federace. postupu do funkce Kancléře. CIS investovala nemalé prostředky do droidí armády a Palpatine všechno načasoval tak, aby hnutí bylo dobře viditelné přesně na konci jeho funkčního období. Na začátku krize se jeden systém za druhým přidával do Konfederace a senát byl nucen zrušit plánované volby. Místo toho byl Palpatinovi poskytnut zvláštní mandát až do urovnání krize. I přes jeho „snahy“ (např. svolání výboru loajalistů) však separatistické hnutí, vedené CIS, sílilo.
Palpatine potřeboval přesvědčit občany, že je rozhodný vůdce, takže nechal na HoloNetu (obdobě televizního vysílání) přerušit vysílání všech státních a drtivé většiny soukromých kanálů, aby veřejně vyzval Dookua k setkání u kulatého stolu a konflikt vyřešili. Potřeboval vypadat, že vyzkoušel všechny možné způsoby k udržení míru, dokonce navrhl planetu Bothawui jako místo rozhovorů. Hrabě Dooku nereagoval, přesně dle plánu, a napětí v senátu i v celé Republice rostlo a obyvatelé volali po vzniku armády. Časem začali po vojenské síle volat i senátoři. Palpatine však potřeboval, aby vojenský zákon povolil nejen vznik armády Republiky, ale i jeho přímou kontrolu. Dooku tedy páchal atentáty na některé senátory, aby bylo možno vinit separatisty, navíc se poukazovalo na neschopnost Jediů násilnostem zabránit. Veřejně se ke vzniku armády stavěl odmítavě, ale vývoj sledoval s velkým potěšením. Den před plánovaným hlasováním proto oslovil všechny členské světy a přesvědčoval jejich občany o své víře v mírová jednání. Bylo však předem jasné, jak hlasování dopadne.
V tu samou dobu se vracela z Naboo senátorka Padmé Amidala, jež byla málem zabita lovkyní odměn. Palpatine proto odložil hlasování a navrhl Jediům, aby poskytli senátorce ochranu v podobě mistra Kenobiho a jeho učeníka Anakina. Po druhém neúspěšném pokusu o atentát rada Jedi přikázala Anakinovi, aby senátorku doprovodil na Naboo. Sidious tušil, že tam bude Anakin vystaven pokušení kvůli citům k Amidale. Mezitím Kenobi vypátral atentátníka Jango Fetta na z archivu vymazanou planetu klonovačů Kamino, kde nalezl právě i klonovou armádu stvořenou podle předlohy Jango Fetta a pro republiku objednanou mistrem Syfo Diasem, což ihned ohlásil republice a Jedyům. Obi-wan pak sledoval Jango Fetta na členský svět CIS Geonosis, kde zjistil další důležité informace o separatistickým hnutí. Když informoval Radu, byl odhalen a uvězněn. Amidala s Anakinem byli uvězněni také. Nejprve porušili nařízení a odletěli na Tatooine, kde se Anakin více přiklonil k temné straně kvůli vyvraždění kmene Tuskenů za umučení jeho matky. Tento masakr vytvořil tak silné narušení Síly, že bylo cítit až na Coruscantu, kde ho zaznamenali Yoda i Palpatine, který na rozdíl od Yody věděl, co se děje, a byl neskonale potěšen. Poté se Anakin s Padne rozhodli vydat zachránit Obi-Wana a zde padli do zajetí.
Kenobiho hlášení z Geonosis pak bylo během jednání se senátory a Radou Jediů použito jako důkaz, že Hrabě Dooku již armádu má. Zúčastnění došli k závěru, že i přes schválení vojenského zákona by Senát stejně nestihl schválit použití klonové armády včas, Dooku by zaútočil mnohem dříve. A tak Mas Amedda (bezpochyby na příkaz Palpatina) navrhl, aby byly Palpatinovi dány nouzové pravomoci, s nimiž by mohl použití armády schválit sám okamžitě. Jar Jar Binks, Amidalin zastupující asistent, pak toto oficiálně ve svém radikálním projevu navrhl. Přítomní byli šokováni, hlavně proto, že byl pro ostatní senátory za klauna. Nicméně se jeho návrh zdál být jediným rozumným řešením, takže byl téměř jednomyslně přijat. Senátoři volali Palpatinovo jméno ve velké slávě. Ten volal po tichu a formálně přijal toto privilegium s ujištěním, že se postará o záchranu demokracie a pravomoci vrátí, jakmile krize skončí. Ve skutečnosti věděl, že díky Jar-Jarovi vyhrál a jeho další fáze Velkého plánu může začít.

### Klonové války (22–19 BBY)
Palpatine měl pod svou kontrolou perfektně trénované klonové vojáky a s nouzovými pravomocemi měl obrovskou moc, s níž nakládal, jak chtěl. Kampaň na Geonosis započala konflikt známý jako Klonové války, jeden z nejkrvavějších konfliktů v historii, který měl Republiku ochránit před separatisty. Prosadil zákon, pomocí kterého se planetární armády na klíčových světech spojily s republikovou. Během Klonových válek si dále rozšiřoval rozsah svých pravomocí, mistrně manipuloval s Jedii i s Konfederací.
To se setkalo s nechtěnou odezvou. Seti Ashgad, který by v řádných volbách proti Palpatinovi mohl uspět, v roce 21 BBY protestoval proti zavedení systému pozorovacích droidů v budově senátu. Palpatine tedy začal jednat a dal ho sledovat. Jeho agenti ho unesli a zavlekli na bývalou vězeňskou kolonii Nam Chorios, kde ho nechali svému osudu. Obával se, že by Ashgad časem vyvolal hlasování o nedůvěře Kancléři. Podobně se pokusil zbavit i Baila Organy, na kterého si najal piráty. Ti díky intervenci Jediů neuspěli. Z ústraní se v té době vrátil i Finis Valorum, kterého znepokojovala záhadná mizení kancléřových odpůrců. Povedlo se mu odhalit, že piráti, zodpovědní za útoky na Baila Organu, sloužili Palpatinovi, a tuto informaci hodlal předat aldeeranskému senátorovi. Pro Palpatina byl nebezpečný a bylo nutné ho odstranit co nejdříve, dokud byl ještě Valorum zdiskreditovaný. Atentát provedl Sajé Tash, jenž často vykonával pro Palpatina nebo hraběte Dooku politické vraždy. Sajé Tash vysál Valorumovu „životní sílu“, aby přežil, což však zanechalo stopy, které by mohly vyšetřovatele dovést na stopu Tashi a nakonec i Palpatina. Takže byla Valorumova loď i s Tashem kompletně zničena těsně po startu explozí, jež přinesla tisíce mrtvých. Těla obou se nikdy nenašla a incident pak Palpatine využil k prosazení Zákona o zvýšené ostraze.
Senátor Ask Aak už dříve apeloval na zvýšenou bezpečnost občanů. S ohromným potleskem byl tento zákon o zvýšení ostrahy přijat a utužil kontrolu nad lidmi. Bail Organa si vybral právě tuto příležitost, aby promluvil. Palpatine sice očekával protesty, ale rozhodl se nechat ho mluvit, aby se neukázal ve špatném světle. Organa veřejně nařknul Kancléře z velezrady a snažil se jeho vzestup zastavit, čímž se otevřeně stal Palpatinovým nepřítelem. Senát nepřesvědčil. Po ukončení zasedání navštívil Palpatine Organu a Mon Mothmu v doprovodu Rudých gard, aby mu pogratuloval (a postrašil). Chtěl se jich také zbavit, ale to prozatím nebylo zapotřebí, neboť oba proti němu vystupovali už dříve, ale pouze na scéně politické a nikoliv (ještě) mocenské a vojenské, a jejich zmizení by v tuto dobu bylo příliš nápadné.
Několik měsíců po Anakinově pasování na Rytíře Jedi zosnoval Palpatine únos Jabbova syna Rotty a vinu svalil na Jedie. Chtěl Hutty přimět postavit se na stranu CIS, ale plán nevyšel. Za nějakou dobu byl zajat místokrál Obchodní federace Gunray na Rodii. Darth Sidious se radil o dalším postupu s Dookem, protože se bál, že Gunray vše vyzradí. Na jeho záchranu nebo umlčení vyslali Asajj Ventres, jež úkol bez chybičky splnila. Sidiousova pozornost se pak zaměřila na paměťový krystal Jediů se jmény tisíců dětí citlivých na Sílu. Sidious je chtěl unést a přetvořit v osobní sithské špióny. Ke čtení krystalu potřeboval jedijský holokron, ukradený lovcem Cadem Banem. Ten následně vyhledal a zajal mistra Ropala. Darth Sidious dal Banovi velení nad částí flotily CIS, kde na jedné z lodí mistra Ropala mučil, aby holokron aktivoval. Ten odmítl a Bane ho nakonec umučil k smrti. Flotila byla nicméně napadena republikovými jednotkami a Baneova loď infiltrována Skywalkerem a jeho padawankou. Když Bane Ahsoku zajal, byl Anakin nucen Holokron otevřít. I když byla flotila zničena, Cade Bane uprchl a vydal se tyto děti hledat. Tři z nich unesl do laboratoří na Mustafaru. Krátce po únosu třetího dítěte byl dopaden Jedii a Skywalker s Ahsokou unesené děti zachránili, k trochu nepříjemnému překvapení Kancléře.
Když Mace Windu a Kenobi zkoušeli na Malastaru novou zbraň, probudili poslední exemplář příšery Zillo, obrovského tvora. Kůže příšery byla natolik odolná, že odrazila dokonce i útok světelným mečem. Po velkém boji za pomoci Dugů byla nakonec poražena, ale ne zabita. Palpatine nařídil, aby ji s sebou přivezli na Coruscant ke studiu. Chtěl její brnění syntetizovat a používat na svých lodích. Ovšem příšeře se podařilo uprchnout a poničit několik coruscantských budov, než byla zabita velmi silným jedem. To Palpatina nezastavilo. Stále chtěl její brnění a nařídil, aby byla příšera naklonována.
Sidious s Tyranusem po nějaké době zosnovali smrtící past na mistra Yodu. Dooku poslal Yodovi falešnou zprávu, že chce vyjednat mír. Palpatine na místo tajně vyslal i Skywalkera s Kenobim. Yoda se pokusil přimět Dooka, aby se zřekl svého sithského mistra a vrátil se do řádu. V momentě, když Dooku nabídku zvažoval, dorazili na místo Skywalker s Kenobim a hrabě Dooku jejich přítomnost považoval za zradu a uprchl zpět k Sidiousovi. Toto byl Palpatinův záložní plán pro případ, že by ho Dooku skutečně zradil a chtěl se vrátit na světlou stranu Síly, což by byl bezpochyby jeho konec. S velkým znepokojením ale sledoval, jak si Dooku dělá z vražednice Asajj Ventress svou učednici a porušuje tak Pravidlo dvou. Dooku měl na důkaz věrnosti Ventress zabít a musel svého mistra poslechnout.
Během války bylo dobyto zpět mnoho světů CIS a Palpatine dosazoval své lidi jako tamní guvernéry. Senátory, kteří by měli správně být dosazení opět do svých funkcí, upozaďoval a v případě Breentalu dokonce nechal senátora zatknout za velezradu. Jeho kritici se oprávněně obávali, že tyto guvernéry časem dosadí všude, a oprávněně. Na počátku roku 19 BBY vydal na základě svých mimořádných pravomocí dekret o jmenování regionálních guvernérů na všechny republikové sektory, pod falešnou záminkou zlepšení obrany světů. Ve skutečnosti skrze ně začal vládnout republikovým světům přímo. S guvernéry vyslal na přidělené světy a sektory početná vojska klonů, aby potlačili případné protesty.

### Pátrání po Darth Sidiousovi
Protože byla budoucnost pro Jedie zahalena, začala Rada podezřívat blízký Palpatinův okruh, nejvíce Satea Pestagea, že je oním Darth Sidiousem, po němž léta bez výsledku pátrají. Věci se daly do pohybu po bitvě o Cato Neimoidia. Republikové síly pod velením kapitána Jana Dodonny získaly mechokřeslo místokrále Gunraye, které je dovedlo do Sidiousovy skrýše v budově LiMerge Power na Coruscantu. Odtud vedla další stopa k Palpatinovu a Pestageovu apartmánu ve vesmírodrapu 500 Republika, kde Jediové zajistili mnoho důkazů. Identita Sidiouse jim však stále unikala. Palpatine věděl, že se blíží konec, a tak vyslal většinu coruscantské flotily do boje proti „triádě zla“. Zároveň jako Darth Sidious předal vrchnímu veliteli droidů CIS, generálu Grievousovi tajnou hyperprostorovou cestu skrz jádro Galaxie, která ho dovedla zadem na Coruscant. Završení Velkého plánu se blížilo.
Nad Coruscantem vypukla velkolepá bitva a Grievous se dostal až do senátorského bunkru. Zabil tam mnoho Palpatinových stráží i několik Jediů. Nakonec Palpatina podle připraveného plánu unesl. Anakin Skywalker s Obi-Wanem Kenobim byli ihned odvoláni na Coruscant, aby za každou cenu vysvobodili Kancléře. Našli ho připoutaného na Grievousově vlajkové lodi „Neviditelná Ruka“. Náhle se objevil Hrabě Dooku a začal souboj, kterým Palpatine testoval Anakinovu náklonnost k Temné straně Síly. Dooku si toho byl vědom, ale neuvědomil si, že má být obětován. Palpatine mu namluvil, že jakmile Skywalkera zlákají na Temnou stranu, jmenuje ho velitelem nové sithské armády jako Ruku. Dooku však zapomněl na pravidlo Darth Banea, že mohou být jen dva Sithové, ani víc, ani méně. Obi-Wana srazil a omráčil, avšak byl poražen Anakinem, který bojoval velmi odhodlaně a Dookovi usekl obě ruce. Palpatine celou bitvu s potěšením sledoval a Skywalkera nabádal, aby Dookua zabil. Po krátké chvíli vnitřního boje nakonec Anakin Dooka sťal a Kancléře vysvobodil. Toto bylo další Palpatinovo vítězství. Sice doufal, že Dooku mistra Kenobiho zabije, ale to byl jen nepodstatný detail. Podstatná byla Anakinova porážka Tyranuse, čímž dokázal připravenost stát Palpatinovi po boku.
Den po bitvě o Coruscant byl přijat dodatek k bezpečnostnímu zákonu, který Palpatine osobně sepsal, ale přednesl ho loajální senátor, aby zachoval Palpatinovu tvář muže, který přijímá stále větší moc proti své vůli. S okamžitou platností převedl kontrolu nad Radou Jedi z rukou Senátu do rukou Kancléře, čímž získal pravomoc řád kdykoliv rozpustit. Také zrušil jedijskou a senátní kontrolu nad armádou a přebral nad ozbrojenými silami neomezenou moc, takže se Nejvyšší Kancléř stal zároveň Nejvyšším velitelem Republikových ozbrojených sil.

## Konec hry (19 BBY)
Jediové se začali rostoucí moci Kancléře obávat. Sidious také zanesl první střípky pochybností do mysli Anakina. Mladý Skywalker každou noc viděl vizi umírání své ženy Padmé při blížícím se porodu. Tuto vizi Anakinovi patrně vnutil sám Sidious a coby Palpatine mu slíbil, že když spolu prozkoumají sithská vědění, společně se jim podaří Padmé zachránit. Zároveň využil své nové pravomoci a učinil Anakina svým zástupcem v Radě Jedi. Rada Kancléřův rozkaz přijala velmi nerada, ale svolila a Anakin nahradil mistra Piella, ale nebyl mu udělen titul Mistr Jedi, což se nikdy v historii řádu nestalo a Anakina to rozzuřilo, stejně tak neoficiální žádost mistrů Jedi, aby Kancléře špehoval.

### Zrození Darth Vadera a Rozkaz 66
Palpatine se před Anakinem odhalil jako sithský lord, ale věděl, že ho má v hrsti. Anakin mistru Winduovi sdělil, že právě zjistil pravdu a Palpatine je Darth Sidious. Mace přikázal Anakinovi počkat v Chrámu, zatímco se on společně s mistry Saeseem Tiinem, Agenem Kolarem a Kitem Fistem vydali zatknout Palpatina. Ten je přivítal, jakoby nic, ale byl dobře připraven. Mace Windu zapnul světelný meč a oznámil Palpatinovi, že je zatčen a Senát rozhodne o jeho osudu. Palpatine reagoval: „To já jsem senát“ a aktivoval jeden ze svých sithských mečů, schovaný v rukávu, a s nelidským křikem se vrhl na čtveřici mistrů. Mistři Tiin a Kolar zemřeli okamžitě, aniž by se vůbec zmohli na odpor, mistr Fisto byl zabit o chvíli později také, takže souboj pokračoval jen jeden na jednoho. Duo Sidious-Windu bojovalo dlouho vyrovnaně, avšak Palpatine ucítil Skywalkerovu přítomnost, který nevydržel čekat a vydal se zachránit Palpatina, kterého potřeboval živého. V tomto okamžiku Windu sithského lorda odzbrojil. Jestli to byl Sidiousův mistrovský plán, nebo ho skutečně Windu porazil, se neví. Každopádně mohl lépe přesvědčit Anakina. V leže zaútočil na Windua salvou blesků, které mistr Jedi vykryl světelným mečem a obracel je zpět. Tím zničil jeho „masku“ staršího muže a odhalil Palpatinovu pravou podobu. Po celoživotním užívání Temné strany, bylo Palpatinovo tělo poškozené a zdeformované.
Nakonec Sidious ztratil sílu. Windu zamýšlel sithského lorda jednoduše zabít, protože byl jako Kancléř a vrchní velitel obou válčících armád příliš nebezpečný. To však zmatený Anakin nemohl z lásky ke své ženě a nenarozenému dítěti dopustit a v panice zblokoval Winduův úder a usekl mu ruku. To byl okamžik, na který Palpatine tolik let čekal. Pro svou lásku Anakin obětoval Windua a s ním i celý řád Jedi, čímž dovršil sithskou oběť, kdy zabil, čeho si velice cenil. Palpatine okamžitě zahltil bezbranného Windua novou salvou blesků, a zabil jej. Sidious byl potěšen, že dostal Anakina konečně tam, kde ho chtěl mít. Izolovaného, vyděšeného a bez možnosti návratu. Ze zoufalosti kvůli záchraně Padmé přijal Sidiousovu nabídku přidat se k Sithům a poklekl. Nadšený Palpatine mu podruhé slíbil, že společně Padmé zachrání, ale vědomě lhal. Klečící Anakin plně akceptoval svou budoucnost jako Sith a přijal místo Sidiousova třetího, ale ne posledního sithského učedníka, a nové jméno Darth Vader.
I Darth Vader musel potvrdit odhodlanost a loajalitu zničující akcí. Sidious ho přesvědčil, že se Jediové snaží získat moc pro sebe a dal rozkaz vyrazit do Chrámu Jediů, kde v doprovodu 501. legie klonů vyvraždil všechny přítomné Jedie. Tímto zmizela jakákoliv šance, že by se Vader vrátil k bývalému životu, alespoň si to Palpatine myslel. Touto akcí zničil i jeho lásku k Padmé. Vzhledem k válce byla většina zkušených Jediů na bitevním poli, takže v chrámu nebylo mnoho těch, kteří by se mohli efektivně bránit. Když Vader a jeho 501. legie, později známá jako Vaderova pěst, dokončili úkol, zbyla z Chrámu jen hořící zřícenina. Po ukončení bojů však přikázal Palpatine chrám opravit. Všeobecně se předpokládalo, že tam chtěl mít novou rezidenci, ale nový Imperiální palác pak stál na jiném místě. S největší pravděpodobností chtěl zachovat chrám, aby se mohl na něj kdykoliv s úsměvem na rtech podívat a vysmát se jedijské aroganci.
Zatímco Vader vykonával čistku v chrámu, Sidious se postaral o zbylé Jedie. Po tisíci letech nastal čas pomsty Sithů za porážku v bitvě o Ruusan. Nástrojem této pomsty byli klonoví vojáci, kteří měli již při svém stvoření uloženy nejrůznější rozkazy, které fungovaly v nouzových situacích. Byla to standardní procedura Kaminoanů. Nikdo však netušil, že klony disponovaly ještě jedním tajným příkazem, o kterém snad nevěděli ani sami Kaminoani - Rozkaz 66. Ten klonům přikazoval zabít Jedie jako zrádce Republiky. Toto Jediové nečekali, neboť si po třech letech bojů se svými klony vytvořili pevné svazky a zapomněli, že klony slouží Republice a nikoliv jim. A klony sloužily svému veliteli (Kancléři) bez výhrad. Sidious přes HoloNet kontaktoval velitele Codyho na Utapau a přikázal mu Rozkaz 66 vykonat. Postupně obvolal klony po celé galaxii. S každou smrtí Jedie cítil posílení Temné strany, byl tudíž neskonale šťastný. Na frontě byli Jediové obkličováni svými klony a bez varování povražděni. Po masakru v chrámu a rozkazu 66 přežila jen necelá stovka rytířů Jedi, jen 1 % řádu. Pouze v jediném případě se stalo, že klony odmítly rozkaz uposlechnout a umožnily svému jedijskému veliteli uprchnout. Palpatine vyslal Vadera, aby tyto klony pro výstrahu popravil.
Že pár Jediů přežije, Sidious očekával. Byl přesvědčen, že se s nimi vypořádá potom. Ihned po vydání Rozkazu 66 se vydal do Chrámu Jediů osobně, aby na vlastní oči viděl ovoce své práce. V místnosti tisíce fontán pozoroval Vadera, jak právě zabíjel malou skupinku Jediů. Darth Vader poté poklekl před mistra a ten mu pověděl, že je nesmírně spokojen s jeho činy, a že poslední překážkou v neomezené vládě bylo vedení Konfederace. Separatističtí vůdci se na Sidiousův příkaz skrývali na Mustafaru, kde čekali na další instrukce. Když žádné nepřišly, zavolal Nute Gunray kancléři sám, což Palpatine nečekal. Když hovor začal, uviděl tvář místokrále a uvědomil si, že tam Vader dosud nedorazil. Naposledy si vyslechnul Neimoidianovy stížnosti a otravné otázky, ale s dokonalou falší ujistil separatisty, že vše jde podle plánu, ať očekávají Vadera, jenž se o ně „postará“. Gunray si představoval něco úplně jiného než Sidious, a tak Vadera uvítal vřelými pozdravy. Sidious nechal kanál otevřený, aby sledovat následující jatka v přímém přenosu. Vader povraždil všechny vůdce CIS až na jednoho, který nebyl přítomen. Sidious byl opět potěšen a přikázal svému učedníkovi, aby deaktivoval všechny bojové droidy. CIS tak splnila svůj účel a byla rozpuštěna, čímž Klonové války, nejkrvavější konflikt za posledních tisíc let, skončily.

### Inaugurace Galaktického impéria
K završení Palpatinova plánu zbývalo získat senátní podporu, takže svolal mimořádné zasedání, aby senátory informoval o jedijské vzpouře. Skryl si většinu svých jizev a celý se oděl do temně rudého pláště v sithském stylu. Kromě zjizvené tváře měl i žlutočervené oči. Nakonec si občané na jeho novou podobu zvykli a jeho portréty a sochy se ho nijak nesnažily zkrášlit, neboť to bylo bráno jako čest, že ve službě občanům utrpěl taková zranění. Senátoři nebyli na zasedání informováni pouze o jedijském pokusu o vraždu Kancléře, ale i o jejich plánu na svržení Senátu. V podstatě vše, co v uplynulých letech Sidius učinil, svedl na Jedie a díky oslabené důvěře byla tato verze senátory přijata a dokonce ospravedlnili i Rozkaz 66, který tedy "musel být vykonán". Většina opozice nebyla schopna argumentovat, protože nálada byla jasně protijedijská.
Věřilo se, že se zničením separatistů Palpatine odevzdá své nouzové pravomoci, odstoupí z funkce a vrátí se na důchod na Naboo, jak sliboval. On měl však už od začátku jiné plány, a když je oznámil, byla opozice otřesena. Vyhlásil první Galaktické impérium jako záruku stability, bezpečnosti a míru a existenci zkorumpované Republiky ukončil. Představitelé opozice po Palpatinově projevu raději také hlasovali pro vznik Impéria, aby se vyhnuli problémům.

### "Poslední" útok Řádu Jedi
Rozkaz 66 přežili Obi Wan Kenobi a mistr Yoda. Kenobi se vydal na Mustafar na závěrečný souboj s padlým Anakinem a Yoda se vypravil do senátní budovy postavit se nově inaugurovanému Císaři Palpatinovi. Následoval velkolepý duel Temného Pána ze Sithu a Velmistra řádu Jedi, přičemž byla zničena velká část senátních prostor. Oba protivníci předvedli ohromnou znalost Síly i boj se světelnými meči. Souboj skončil nerozhodně, když erupce blesků a Yodovy absorpce vytvořily mohutnou explozi, která oba odhodila. Nicméně Sidous byl schopen chytit se platformy, zatímco Yoda ne. Po pádu se otřesený Yoda dal na útěk. Když klonovaní vojáci oznámili, že Yodovo tělo nenašli, nařídil pouze, aby zdvojnásobili úsilí a dále se této záležitosti už nikdy nevěnoval, neboť ucítil narušení v Síle. To byla chyba, jež ho v budoucnosti mrzela.
Bitva mezi Kenobim a Vaderem totiž skončila odlišně. Kenobi zvítězil a velmi vážně zranil svého bývalého učedníka a zanechal ho svému osudu. Palpatine se na Mustafar dostal velmi rychle a nalezl Vadera těžce popáleného a s uťatými končetinami, rozpolceného mezi hněvem a touhou. Sidious chtěl Vadera zachránit, ale zároveň ho měl chuť nechat zemřít za neúspěch. Sidious však Anakina sledoval celý život a předpokládal, že se z něj stane dokonalá bytost, nejmocnější, která kdy v galaxii žila. Ale i Temná strana vyžadovala úplnost těla, takže se Vaderova moc díky zraněním radikálně snížila, stejně tak i jeho potenciál. Darth Vader tedy už nikdy nemohl být vytouženým dokonalým Sithem. Palpatine se nakonec rozhodl Vadera ušetřit a s pomocí Temné strany ho stabilizoval.
Sidious si uvědomoval, že byl Anakin jediný svého druhu a najít někoho podobně mocného by trvalo celý život, pokud vůbec. Palpatine byl nakonec rád, že dokázal udržet Vadera naživu, protože by jinak nejspíš byl nucen odhalit tajemství svého mistra Plagueise a stvořit si vlastního učedníka sám, což zatím nebylo v jeho silách. Vadera nechal přesunout do svého chirurgického rekonstrukčního centra a přikázal, aby byl „přestavěn“ pomocí protetických končetin a mobilní podpory života. Proces byl neuvěřitelně bolestivý, protože nařídil, aby Vader zůstal při vědomí a byl posílen bolestí. Po dokončení byl Vader navždy uvězněn v černém brnění. Požádal svého mistra o informaci, co se stalo jeho Padmé. Císař mu pověděl, že ji Vader sám v záchvatu hněvu zabil. Jestli si to Palpatine skutečně myslel, je neznámé, nicméně to způsobilo zpřetrhání jakéhokoliv kontaktu lorda Vadera s životem Anakina Skywalkera. Darth Vader se poddal svému hněvu, zničil celý operační sál a dokonce se pokusil zabít i Sidiouse, čehož nebyl schopen. Nakonec se vzdal a pochopil, že ho Palpatine jako jediný přijme. Palpatine byl potěšen. Zrodil se zlomený sithský lord, zdánlivě velmi mocný a strašlivý.

## Císařova vláda (19 BBY - 4 ABY)
Po inauguraci Impéria byly zrušeny nebo změněny téměř všechny republikové instituce. Názvy nesly nově slovo „Imperiální“ na počest císaře. Přes noc se např. Coruscantský sektor přejmenoval na Imperiální sektor, Coruscant na Imperiální Centrum a Galaktické město na Imperiální město. Galaktický senát se stal Imperiálním senátem, klonoví vojáci byli změněni na Imperiální stormtroopery a zbytky republikové rozvědky se přetransformovaly na Imperiální rozvědku.
Pradávný prezidentský palác byl kompletně přestavěn na Imperiální Palác – Palpatinovo sídlo a pracovnu. Z bývalé Komise na ochranu Republiky (COMPOR) se stala Komise na ochranu Nového řádu (COMPNOR). Během pár dní zmizely téměř všechny názvy, jež by lidem připomínaly starou Republiku. COMPNOR získal nad Impériem a veškerými jeho orgány ohromnou moc a Imperiální bezpečnostní úřad se stal Palpatinovou všemocnou policií. Ne všichni byli s těmito změnami spokojení. Mnozí se odhodlali ke vzpourám a páchali atentáty na císaře či jeho učedníka. Nikdy však nebyli úspěšní a Vader vzpoury brutálně potlačoval.
Nový režim byl zpočátku slabý, ale postupně sílil, protože byl aspoň zprvu Palpatine v jádru Galaxie populární. Ne-lidé a ženy byli téměř vyloučeni ze společnosti a genocidy ze stran regionálních guvernérů (moffů) nebyly ničím výjimečným. První čistka v Imperiálním loďstvu proběhla jen pouhé dva týdny po Palpatinově nástupu na trůn. Během další fáze velké jedijské čistky Palpatine vypustil zprávu, že Vader vystopoval a vlastnoručně zlikvidoval skupinu padesáti Jediů. Tato informace byla značně přehnaná, Jediů bylo jen osm a pomáhala mu 501. legie, avšak tato zpráva pomohla udržet v galaxii strach a poslušnost. Touto dobou započal Palpatine Vaderův trénink, aby z něj udělal pravého Sitha. Přidělil mu historika Fena Petturiho, aby ho vzdělal v sithských dějinách. Také věděl o jeho touze po učedníkovi, který by mu pomohl svrhnout mistra. Jednoho dne vyslal Vadera na Kashyyyk, aby zabil přeživšího Jedie Kenta Mareka, jenž vedl povstání wookijů. Vycítil zde totiž přítomnost někoho neuvěřitelně silného v Síle, Kentova syna Galena, kterého pak Vader potají cvičil pod kódovým označením „Starkiller“, aby ho jednou Vader využil v boji proti císaři.
Palpatine byl také zodpovědný za zničení planety Caamas, kterou považoval za hrozbu, a tak vyslal skupinu bothanských sabotérů, aby vyřadili planetární štít. Kdysi krásný svět se po bombardování v mžiku proměnil ve zdevastovanou a otrávenou pustinu a přeživší Caamasiové uprchli. Nechal si dále sestrojit jednu z prvních superzbraní, obří bitevní asteroid Palpatinovo Oko, jež měla zničit jedijskou enklávu na planetě Belsavis. Dva rytíři Jedi asteroid sabotovali, takže Jediové z enklávy stačili uprchnout. Oko zůstalo zapomenuto až do roku 12 ABY.
Krátce po vyhlášení Galaktického Impéria začal Sidious se stavbou své pevnosti na Byssu v Hlubokém jádru galaxie, kam nechal dovést tisíce otroků z celé galaxie. Byss byl svět s velmi silnou přítomností Temné strany a toho Palpatine využil k parazitování na životní síle otroků, aby si prodloužil vlastní život. S Vaderem také zajal několik členů Zemědělských sborů (odnože Jediů, kteří propadli u zkoušek používání Síly), aby z nich vycvičil své věrné sluhy. Vader vybral vhodné žáky a zbavil se zbytku. Palpatine několikrát navštívil sithský pohřební svět Korriban, kam chodil pro rady dávno mrtvých sithských pánů. Také se mu podařilo odemknout jedijský holokron, z kterého se dozvěděl vše potřebné. Palpatine byl i zručný spisovatel a sepsal Kompendium Temné strany, v němž popisuje její podstatu. Dokončil dvě knihy, ale než mohl dokončit třetí, zemřel.

### Tajný učedník a vznik rebelie (3 - 1 BBY) (Legends)
Vader v roce 3 BBY dokončil trénink Galena Marka a poslal ho na několik misí, aby dokázal svou připravenost. Marek byl úspěšný, ale po návratu na rozestavěnou Vaderovu loď Executor byl spolu s Vaderem obklíčen císařovou flotilou. Vader Mareka probodl a na Císařův rozkaz ho pomocí Síly vyhodil do vesmíru. Později však jeho tělo Vader vyzvedl k rekonstrukci a o šest měsíců později se Marek probral z bezvědomí, aby byl Vaderem poslán sestavit armádu disidentů a rebelů, kteří by odlákali Císařovu pozornost, a oni dva ho pak mohli snadno svrhnout. I toto byla léčka. Darth Vader byl celou dobu na straně svého mistra a jediný důvod tohoto příkazu bylo nalezení zrádců a jejich eliminace. Vader tedy vtrhl na Corellii, aby zajal všechny zakládající členy Aliance rebelů. Marek se však vydal rebely zachránit a vypořádat se se Sithy jednou provždy.
Našel Vadera i Císaře na rozestavěné Hvězdě smrti, kde měli být rebelové vyslýcháni, mučeni a zabiti. Vader se s Marekem utkal, ale k Císařovu obrovskému překvapení, byl poražen. Císař se tedy snažil Marka přimět k zabití Vadera, ten se zlákat nenechal a místo toho zvolil záchranu rebelů. Při tom se utkal se samotným Palpatinem. Během telekinetického boje si Marek uvědomil, že celý jeho život byl podvod a byl prostřednictvím Vadera řízen Císařem. Toto mu potvrdil i sám Palpatine, což Mareka rozhněvalo. Tím hněvem se dostal Marek do výhody a podařilo se mu Palpatina odhodit na zem. Ten však jen předstíral, že je poražen, a zaútočil blesky na unikající rebely. Galen Marek se však vrhl mezi Císaře a rebely a blesky absorboval do sebe, jež však byly příliš silné, takže za chvíli zemřel, když je obrátil proti Císaři. Rebelové však díky jeho oběti byli schopní utéci a svou alianci založit.
Palpatine nebyl z Markovy smrti vůbec nadšen, protože mu nový silný učedník unikl mezi prsty a ten jen posílil Rebely, kteří teď sjednotili své úsilí. Jejich armáda se pak dle Palpatinova proroctví měla stát jejich zkázou. Císař tedy neměl na vybranou a musel se opět spokojit jen s robotickým Vaderem. Nicméně incident s Markem vytvořil mezi oběma Sithy hlubokou propast, protože si Císařovy úmysly Vader plně uvědomil. Palpatine dále využíval velkého množství na Sílu citlivých agentů, kteří stáli mimo oficiální imperiální organizace a zodpovídali se Palpatinovi přímo nebo v případě potřeby Vaderovi. Palpatine plánoval, že nakonec dosadí na klíčové pozice tyto Adepty, ale jejich počet nebyl zatím dostatečný.
V roce 1 BBY byli Palpatine a Vader zrazeni skupinou vysokých imperiálních důstojníků, vedených Velkomoffem Trachtou, který viděl Sithy jako bláznivou organizaci a věřil, že Impérium by nemělo být vedeno kultem dvou mužů. Plánovali použití upravených Stormtrooperů loajálních pouze Trachtovi a jeho mužům, ale jejich vzpoura nevyšla díky vnitřním rozbrojům konspirátorů. Nedlouho poté se Palpatine osobně vydal na Bothawui, aby zde vyhladil všechny bothany, kteří podporovali imperiálního zrádce, bývalého moffa Kalase Grengara, jemuž dodávali tajné informace, včetně plánů právě dokončované Hvězdy smrti. Po masakru se Palpatinovi podařilo zjistit, že plány byly odeslány na loď Tantive IV, jež právě mířila na Tatooine. Vyslal tedy Vadera, aby ji zajistil.

### Rozpuštění Senátu (0 BBY)
Od samého počátku Impéria se Palpatine snažil odstranit Senát, neboť obyvatelům připomínal Republiku a stále tam existovala opozice. V senátu měl sice poslušnou většinu, ale opozice byla časem stále nebezpečnější. Někteří senátoři navíc finančně podpořili nově vzniklou Rebelii. Palpatine čekal léta na správnou příležitost a neustále Senátu snižoval pravomoc. Nakonec v roce 0 BBY Imperiální senát dekretem rozpustil a výkonné pravomoci přešly na guvernéry (Moffy a Velkomoffy), protože byla úspěšně otestována nová superzbraň: Hvězda smrti.
Poté vydal zatykače na všechny senátory podezřelé z napomáhání Rebelům. Stormtroopeři vtrhli do senátní budovy a pozatýkali stovky lidí, z nichž ty, u kterých se našly důkazy o stycích s Rebely, už nikdy nikdo neviděl. Našli se však i tací, kteří byli vysoce odměněni a dostali nové pozice, většinou na místech imperiálních poradců. Takhle Palpatine zničil poslední zbytky Republiky a nahradil ji svou vlastní strukturou. COMPNOR byl provázán s veškerými imperiálními úřady, aby každý konal své povinnosti a nečinil nic v rozporu se zákony. I přes veškerou moc Moffů to byl COMPNOR, kdo skutečně vládl. A za všemi stál Císař a jeho Hvězda Smrti, která měla zajistit totální poslušnost všech.
Palpatine krutě ztrestal senátory, kteří nebyli na Coruscantu při uzavření Senátu přítomni nebo uprchli. Například senátorka Canna Omonda z Chandrily už dříve pochopila, co se stane, a raději Coruscant opustila. Před naloděním utrousila několik poznámek tisku a Palpatine tedy vyslal na Chandrilu „čestnou eskortu“ tří Imperiálních hvězdných destruktorů pod vedením Velkoinkvizitora Helmera. Chandrilané svou senátorku vydali, až když jim Impérium hrozilo zničením. Omonda se při mučení ke všemu přiznala a dala jména všech, kterým poskytla tajné informace. Omondu pak Palpatine chtěl na Coruscantu nechat veřejně popravit během Novoročních slavností v roce 1 ABY, avšak úřady ji zrušily ze strachu, že by Rebelové událost překazili. Senátorku tedy popravili jen před Palpatinem. Přesto posloužila jako odstrašující příklad.
Na veřejnosti si však Palpatine opět zachovával tvář a v projevu řekl, že ho velice poprava mrzí, ale cítil se velice rozhořčen, že už druhá senátorka Chandrily, světa, který neustále Impérium podporuje, byla zrádkyně. Vládu Chandrily nechal téměř kompletně vyměnit a do jejího čela dosadil guvernéra Grandona Hollecka. Rozpuštění Senátu bylo Impériem veřejnosti prezentováno jako řešení, jak předejít další krizi. Tento úkol připadl Arsovi Dangorovi, který přes všechny kanály HoloNetu promlouval k lidem, kteří trpěli už během Klonových válek, a obvinil Rebely, že jsou v podstatě noví separatisté. Další zpráva, která byla určena pouze guvernérům, se však nějakým způsobem díky činnosti Rebelů také dostala na HoloNet, a otevřeně nabádala mocné, aby vládli pomocí strachu a dbali na přísné dodržování zákonů. Tato zpráva se zvláště zalíbila Velkomoffovi Tarkinovi, také věřil ve vládu pomocí strachu ze zničení, což byl koneckonců návrh, který Tarkin předložil Palpatinovi již před pěti lety. Palpatine až nyní uznal, že návrh má opodstatnění a souhlasil. Tak vznikla Tarkinova doktrína – princip vlády založené na strachu ze zničení, než na zničení samotném.

### Zničení Hvězdy smrti (0 ABY)
Symbolem Nového řádu už neměli být Stormtroopeři, flotila, nebo sám Palpatine, ale právě dokončená a otestovaná Hvězda smrti, jejíž výstavba trvala téměř dvacet let. Konstrukce trvala tak dlouho kvůli problémům s vývojem, konstrukcí a sabotážemi, ale její velikost a ničivá síla se staly pravým ztělesněním Impéria.
S rozpuštěním Senátu směl každý výše postavený důstojník beztrestně páchat zločiny proti myslícím druhům. Hvězda smrti byla schopna zničit celé planety, avšak imperiální stratégové se však domnívali, že pouhý strach ze zničení bude na základě Tarkinovy doktríny dostatečný. S tímto však Tarkin nesouhlasil a věřil, že je potřeba, aby byla zbraň alespoň jednou použita proti obývanému světu, který má styky s Rebely. Se stupňujícími rebelskými útoky bylo nutné ukázat, kdo má moc. Tyto argumenty Palpatina přesvědčily a povolil zničení jedné planety, čímž vlastně povolil genocidu veškeré její populace. Netušil však, že tímto světem bude Alderaan, který Tarkin vybral na základě vzpurnosti zajaté senátorky Leiy Organy a za ukradení plánů k Hvězdě smrti. Zničení Alderaanu si podle odhadů vyžádalo smrt dvou miliard lidí s veškerou flórou a faunou.
Není známo, jak na tuto zprávu reagoval sám Palpatine, ale opět předstíral svou benevolentní politiku a prohlásil, že ho velmi mrzí ztráta tak vznešeného světa a poznamenal, že kdyby Alderaan přijal imperiální vládu a Bail Organa se nepřidal k Rebelům, nikdy by se to nestalo. Učinil však „velkorysou“ nabídku všem šedesáti tisícům přeživších, kteří v momentě destrukce nebyli na světě přítomni, k přesídlení na Byss, kde by mohli žít v klidu. Kolik lidí skutečně odcestovalo na Byss, není známo, jisté je, že si po krátké době přáli, aby raději zemřeli na Alderaanu, neboť z nich Palpatine udělal otroky, na jejichž živoucí energii se živil.
Později Palpatine oznámil, že to on osobně nařídil destrukci Alderaanu a ukázal „nezvratný důkaz“, že se tam vyráběly biologické zbraně pro Rebely. Strach ze zničení biozbraněmi byl velký a udržoval Centrální světy ve stavu nouze. Díky tomu mohlo Impérium věnovat více zdrojů a úsilí do boje s Rebely než dříve. Rebelské pevnosti byly rychle vyhledány a srovnávány se zemi a planety podezřelé ze spolupráce nebo z podpory Rebelů byly zotročeny.
Tarkinova doktrína sice na čas udržovala galaxii v poslušnosti, ale krátce po zničení Alderaanu byla zničena i samotná Hvězda smrti během bitvy o Yavin. Stanici napadla flotila rebelských stíhaček a bombardérů a byli schopni využít jedinou slabinu Hvězdy k jejímu zničení. Na palubě zemřela značná část personálu Imperiální armády, včetně mnoha vysoce postavených moffů a Tarkina. Tato ztráta sice byla veliká, ale Palpatine z toho dokázal vytěžit maximum. Nicméně potrestal za její zničení Darth Vadera, který výbuch stanice přežil, a usekl mu mechanickou pravou ruku.
Ostatní zodpovědné však čekal horší osud za svou neschopnost, díky které hrstka rebelů zničila chloubu Impéria. Nejkrutější trest čekal na hlavního projektanta Bevela Lemeliska. Ten už při oznámení zničení Hvězdy smrti pochopil, že jeho život končí a začal se skrývat. Imperiální rozvědka ho však vypátrala a předvedla před Palpatina. Lemelisk se mylně domníval, že Císař nezná detaily a snažil se ho přesvědčit, že události na Yavinu nebyly jeho chyba. Palpatine však začal Lemeliska ukrutně mučit, např. pirňovými brouky z Yavinu 4, a pobaveně sledoval, jak ho žerou zaživa. Palpatine však inženýra stále potřeboval, takže jeho vědomí uložil do jedijského Holokronu mistryně Ashky Body, aby ho mohl později přenést do nového klonového těla. Byl to v podstatě test procesu, který bude jednou muset prodělat i sám Palpatine.
Lemelisk byl tedy oživen, a hned mu byl zadán nový úkol udělat projekt na novou Hvězdu smrti, několikanásobně větší a bez chyb. Toto se samozřejmě nevyhnulo komplikacím a než Lemelisk projekt dokončil, nechal ho Palpatine popravit a znovu naklonovat celkem sedmkrát, přičemž každá smrt byla horší než ta předchozí: byl vystřelen do vesmíru, pak mu Palpatine uvařil vnitřnosti zaživa a nechal je explodovat, a jednou ho nechal shodit do rozžhavené mědi. Když se o měsíc později odvážil Lemelisk Palpatina zeptat, proč zrovna měď, odpověděl Císař, že toho dne se zrovna tavila měď. Toto však nebyly pouhé akty sadismu, měly i vyšší účel za využití bolesti, aby se projevila v konečném návrhu nové Hvězdy smrti.

### Hrozba Luka Skywalkera (3–4 ABY)
Palpatine si z Rebelie nic nedělal, naopak mu vyhovovala, protože mohl stále udržovat stanné právo. Bez moci Síly na své straně byli Rebelové jen malá hrozba, kór když se Darth Vader tolik činil pro její potlačení. Po vítězství Impéria v bitvě o planetu Hoth v roce 3 ABY pověděl Palpatine Vaderovi, že to byl Luke Skywalker, kdo zničil první Hvězdu smrti. Věděl, že byl Luke cvičen v Síle a pro Sithy tak mohl představovat hrozbu. Vader však Císaře přesvědčil, že by bylo výhodné mladého Skywalkera svést na Temnou stranu. Darth Vader totiž o existenci a skutcích svého syna dávno věděl a aktivně po něm pátral, aby spolu s ním svrhnul Císaře a společně vládli galaxii. Vader však netušil, že si s ním Císař jenom hraje a vše výše zmíněné již dávno věděl.
Navíc Císař Vadera opět potrestal za neúspěch při okupaci Bespinu, kde měl Skywalkera zalít do karbonitu. Palpatine začal Vadera podezřívat, že vůbec nechtěl Luka svést na Temnou stranu, ale ten ho přesvědčil, že mu do mysli vnutil bolest a příslušné ambice, které jeho přeměnu v budoucnu umožní.
Palpatine o rok později vyslal svou Ruku Maru Jade na Tatooine, aby zde našla Luka, který se chystal zachránit Hana Sola a zabila ho. Ve stejnou dobu císař vyslal Darth Vadera na inspekci na Endor, kde měl dohlížet na dokončení prací na druhé Hvězdě Smrti. Byl totiž velmi užitečný ve zvyšování pracovní morálky a zároveň byl mimo dosah Skywalkera. Poté se Císař vydal na Endor osobně v očekáváni zprávy od Mary Jade, že je Skywalker je mrtev. Místo toho pouze podala Císaři zprávu, že Skywalker unikl i se svými přáteli neznámo kam do Vnějšího pásu a že selhala, protože se nedokázala dostat na místo popraviště u Sarlacca. Nyní již bylo nemožné Skywalkera zabít a zbývalo pokusit se ho zlákat na Temnou stranu. Císařovi bylo jasné, že se Luke pokusí svého otce vyrvat z jeho spárů a připravil tak na něj past.
Během konečných příprav na endorskou past Palpatine přijal Nejvyššího proroka Kadanna. Císař využíval celá desetiletí služeb Proroků stejně často jako Temnou stranu, aby měl jistotu, že nepřehlédl žádnou z možností pro budoucnost. Nyní však Kadann viděl návrat rovnováhy Síly a konec Impéria. Palpatine se mu však vysmál, protože nic takového ve svých vizích neviděl. Kadann však na své předpovědi trval a společně s ostatními Proroky opustil Imperiální centrum. Jediný, kdo zůstal, byl Cronal. Prorokové tedy byli prvními, kdo Palpatina opustil. Ten na oplátku vyslal své inkvizitory na Dromund Kaas, aby Proroky „vyškolili“ ve způsobech. Ostatní Proroci uprchli ještě dále na izolovanou planetu Bosthirda, odkud sledovali galaktické události. Palpatine však ve skutečnosti vize o své porážce měl, avšak byl natolik sebevědomý a ješitný, že si porážku vůbec nepřipouštěl.

## Císařův pád (4 ABY)
V roce 4 ABY se Palpatine vydal na sithský pohřební svět Korriban, aby vyhledal rady dávno mrtvých Sithských pánů. Na planetě však byli i bothanští Rebelové, kteří likvidovali sithské artefakty. Palpatine nařídil Stormtrooperům, aby se o rebely postarali sami, avšak ti se ubránili, takže musel Císař jejich jednotku zlikvidovat sám. I když ztráty na rebelské straně byly velké, podařilo se jim zničit všechny východy jedné z hrobek a Císaře v ní uvěznili. Vzápětí využili situace a prohledali nikým nehlídanou Palpatinovu loď, kde nalezli všechny informace o Hvězdě smrti, se kterými se vrátili k tajně budované rebelské flotile. Palpatine se z hrobky dostal pozdě a rebelové byli již dávno pryč, avšak událost dokázal využít ve svůj prospěch, protože umožnil rebelům, aby se dozvěděli o poloze nové Hvězdy smrti. Zařídil však, aby si mysleli, že její „Superlaser“ je stále ještě nefunkční a stanice bezbranná. Toto byl dobře promyšlený klam, protože laser byl již hotov a plně v provozu. Palpatine správně předpokládal, že taková možnost se Rebelům naskytne jen jednou a oni ji využijí.
Navíc na Endor už o pár hodin dříve dorazil i Luke Skywalker, který se nechal zajmout a předvést před Vadera. Ten ho vzal před císaře na palubu Hvězdy smrti. Palpatine se snažil zmanipulovat Luka, aby bojoval se svým otcem. Luke zprvu odmítal, ale k boji stejně došlo. Když Darth Vader odhalil v Lukově mysli, že Leia Organa je Lukova sestra a tudíž jeho dcera, řekl Lukovi, že pokud se nepoddá on, možná se poddá Leia. To mladého Jedie rozhněvalo natolik, že na chvíli podlehl emocím a zlobě a na Vadera se vrhl s veškerou zuřivostí. V poslední chvíli však dokázal své emoce ovládnout a po useknutí Vaderovy pravé ruky pochopil, že kdyby ho zabil, pouze by Vadera nahradil tak, jak si Palpatine přál. Luke tedy odhodil svůj světelný meč a s odhodláním se postavil císaři a řekl mu, že na Temnou stranu nikdy nepřejde.
To Palpatina rozzuřilo, protože se mu jeho plány začaly rozpadat, protože v Síle cítil, že se i přes velké ztráty Rebelům v bitvě daří a na povrchu měsíce Endoru probíhala bitva skupiny Rebelů společně s domorodými Ewoky proti Imperiálním jednotkám a nakonec zničili generátor štítu, což umožnilo napadení samotné Hvězdy smrti. Nic z toho by však nebylo fatální, kdyby měl Luka Skywalkera ve své moci, ale selhal v jeho zlákání stejně jako s Galenem Markem několik let zpět.
Pouhé zabití Skywalkera by nebylo pro podrážděného Císaře dostatečné, takže vyslal na mladého Jedie ohromně silné blesky. Protože Luke nebyl nikdy trénován na absorpci takové síly a byl bez svého světelného meče, nebyl schopen je ani odrazit, a tak se zhroutil na zem a v agonii volal svého otce o pomoc. I na něj Palpatine myslel. Vaderova touha použít Skywalkera proti němu neměla projít bez trestu a chtěl mu nařídit, aby Lukovo mrtvé tělo vhodil do šachty. Jak Palpatine pokračoval v trýznění Skywalkera, Vader se postavil zpět na stranu svého mistra a zahnal jeho jakékoliv obavy ze zrady. Nicméně Palpatine v tu chvíli zapomněl na důležitou věc, a to byl sám důvod, díky kterému zlákal Anakina na temnou stranu: že byl ochoten udělal cokoliv, aby zachránil před smrtí své blízké. Císař si neuvědomil, že se Vader nevydrží dívat na svého umírajícího syna.
V kritický moment Vader chytil zezadu svou levou rukou Císaře a zvedl ho do vzduchu. Císař marně bojoval s Vaderovým sevřením, tak v zápalu boje zvedl ruce a své blesky začal vysílat všemi směry, i do Vadera a nenávratně poškodil jeho mobilní podporu života. I přes to však Vader odnesl Císaře až k okraji šachty a z posledních sil ho shodil do obrovské propasti. Císař padal 400 kilometrů až do jádra i během pádu stále odmítal porážku. Císař Palpatine byl mrtev a za pár minut skonal i jeho bývalý učedník Anakin Skywalker, který však nezemřel jako Sith, ale jako navrátilý Jedi, který tak splnil, co mu bylo tisíce let prorokováno. Tím zároveň skončila i Baneova linie Sithských pánů, ale konec Impéria ani Císaře to nebyl.
I přes Palpatinovu smrt a explozi Hvězdy smrti bitva o Endor pokračovala dále ještě několik hodin, ale rebelové zvítězili. Později se přišlo na to, že císařova smrt způsobila ztrátu morálky a odhodlání Imperiální armády. I když byli v bitvě přítomni čtyři velkoadmirálové - Nial Declann, Makati, Takel a Teshik, byl ten nejdůležitější a nejschopnější, Velkoadmirál Thrawn, stále na planetě Niraun v Neznámých oblastech. Po bitvě se Thrawn vydal pátrat a zjistil, že veškeré síly na Endoru byly řízeny přímo Palpatinem samotným. Jeho nezničitelná vůle dodávala všem jednotkám od posledního technika po velitele destruktorů rozkazy, myšlenky a vůli bojovat. Po jeho smrti toto řízení zákonitě zmizelo, takže byla porážka neodvratná. Šlo o téměř zapomenutou techniku Bitevní meditace.
V rozhodujících chvílích to však nebyl Palpatine, kdo bitvu řídil, protože se snažil zlákat Luka Skywalkera. Ve skutečnosti to za něj vykonával Thrawnův kolega velkoadmirál Declann, kterého Palpatine tajně trénoval v používání Bitevní meditace temné strany pro případ, že by ji nemohl vykonávat sám. Declannova moc v Síle však byla omezená a po Císařově smrti ztratil nad touto technikou Síly kontrolu. To umožnilo rebelům vtrhnout do reaktoru Hvězdy smrti a zničit ji. Bez schopného vůdce a ultimátní zbraně se začalo Impérium postupně rozpadat. Vysocí důstojníci se prohlásili za nové vládce a začali Impérium pustošit pro své vlastní zisky a moc.

## Znovuzrozený Císař (35 ABY)
35 let po údajné smrti Císaře, se celá galaxie dozvěděla, že přežil a chystá svůj návrat a pomstu. Nejvyšší vůdce Prvního řádu Kylo Ren, jej hledal, jelikož to ohrožovalo jeho moc. Skrýval se v starém sithském chrámu na planetě Exegol v naklonovaném těle, ale byl velmi slabý a na podpoře života. Palpatine v době své smrti na Hvězdě Smrti přenesl svou duši a vědomí do naklonovaného těla na Exegol díky čemu zase ožil. Naklonované tělo ale dlouho nevydrželo mít v sobě vědomí citlivé na sílu a proto byl Palpatine tak slabý a pomalu umíral. Na Exegolu Palpatine za pomocí svých sithských akolytů a kultistů budoval obří flotilu (lodě flotily disponují technologií Hvězdy Smrti a mohou ničit světy) a armádu, kterou nazval Konečný Řád. Pověděl Kylu Renovi, že to on stvořil jeho mistra Snoka a mluvil všemi hlasy, které slyšel ve své hlavě. Palpatine nabídl Renovi celou flotilu hvězdných destruktorů a vládu nad galaxií pod podmínku, že zabije dívku Rey, která je jeho vnučkou. Ve skutečnosti ale vůbec nechce smrt Rey ale chce aby za nim osobně dojela na Exegol a ve vzetku ho zabila čím jeho duch přešel do ní a pak by vládl skrz Rey nad galaxií. Později vycítí zradu Kylo Rena a smrt jeho matky Leii a je přesvedčený že se Rey už nemá na koho obrátit pouze na něj. Rey nakonec sama dorazí na Exegol kde se ji Palpatine pokouší obrátit na temnou stranu síly a taky ji vysvětlí jeho plán. Rey nejdříve odmítla ale když vidí jak flotila Odboje prohráva s flotilou Konečného Řádu tak souhlasí. Situaci ale zachráni Kylo Ren s obnovenou identitou Bena Sola přícházi Rey na pomoc a společně se pak postaví Palpatinovi. Palpatine ale využije svůj záložní plán a ve vzetku začne z Rey a Bena vysávat sílu. Kvůli jejich poutu „Diádě v Síle“, které ma moc jako samotný život se navrátí k své zdravé a mocnejší verzi. Palpatine mnohem mocnejší než před tím zahodí Bena do propasti a usedne na kamenný trůn z kterého pak vystřelí masivní dávku sithských blesků do flotily Odboje a lodí, které přišly bojovat proti řádu. Zeslábla Rey je nakonec povzbuzená mtrvými Jedimi z minulosti a opět se postaví Palpatinovi. Palpatine použije blesky proti ní ale Rey se díky mečům Anakina a Leii podaří protlačit blesky proti Palpatinovi čím zničí je ho tělo a definitivně ho zabijí.

## Naklonovaný císař (4-11 ABY) (Legends)
Smrt na Hvězdě smrti II však neznamenala konec Palpatina. Na rozdíl od svých předchůdců Palpatine nikdy nehodlal být nahrazen svým učedníkem a usiloval o věčnou vládu nad Galaxií. Protože nebyl schopen objevit tajemství svého mistra, připravil si jiný způsob, jak oklamat smrt. Palpatine objevil a před svou smrtí využil novou metodu Transferu esence k uchování své duše v podobě energie. Na Byssu měl již připravena těla svých klonů pro případ smrti, které přísně hlídali jeho Temní Jediové a geneticky modifikovaní válečníci. Klony však vážně poškodil účinek Temné strany Síly planety a velice rychle stárly. To však Palpatinovi nevadilo, protože měl k dispozici nekonečnou zásobu.
Palpatinův duch cestoval vesmírem a podařilo se mu vyhledat Ruku Jenga Drogu, kterého posedl. Palpatine v jeho těle povolal Setea Pestagea na planetu Kaal, odkud odcestovali na Byss, kde Císař Drogovo tělo opustil a vstoupil do svého prvního klonového těla. Droga však přítomnost Palpatinova ducha neunesl a zešílel. Na Byssu pak Palpatine zůstal několik let, aby se zotavil a připravil na odvetu. Plánoval odstranit rozpadající se Galaktické impérium a nahradit ho Temným impériem, které by kompletně řídil jen on samotný skrze Temnou stranu Síly, bez potřeby Moffů a guvernérů.
Po Palpatinově první smrti byl v Impériu vyhlášen celoroční smutek, který však v mnoha světech vypadal jako velká oslava. Jeho smrt však vytvořila obří mocenské vakuum a mocichtiví Moffové si začali Impérium dělit mezi sebe a vytvořit svá vlastní království.
V roce 8 ABY Palpatinovi poradci vypátrali, že poslední imperiální velkoadmirál Thrawn z Neznámých oblastí stále žije. Ten přišel s plánem, jak porazit Novou Republiku a zachránit tříštící se Impérium. Protože se bývalí imperiální důstojníci nedokázali dohodnout, kdo by z nich měl být vládcem Impéria, byl pro ně Thrawnův návrat požehnáním a cítili šanci, že Nová Republika bude poražena. Pokud by jeho plán vyšel, na imperiální trůn by tito imperiální váleční lordi dosadili právě Thrawna. Toto byla po dlouhých letech vzájemných válek jediná věc, na které se dokázali shodnout.
Když se však o tom dozvěděl zotavující se Palpatine, byl zdrcen. Thrawna si před první smrtí vážil a měl ho rád, jak to jen jeho zvrácené srdce dovolovalo. Mnoho svých cílů svěřil do jeho rukou a ten je vždy bez výjimky splnil do nejmenšího detailu. Není znám žádný důkaz o tom, že by Palpatine někdy počítal s Thrawnem v jeho „posmrtných“ plánech na obnovu Impéria, ovšem Thrawn o přežití císaře na Byssu nic netušil. Když však viděl chaos, ve kterém se Impérium nacházelo, ochotně nabídl pomoc a přijal nabídku Impéria, patrně z touhy zajistit galaxii proti příchodu Cizinců z neznáma. Každopádně tuto zradu, i když nevědomou, nedokázal Palpatine Thrawnovi odpustit a místo toho, aby mu v pomohl, použil všech prostředků, aby Thrawnovu kampaň proti Nové Republice sabotoval.
Toto byl dokonalý příklad Palpatinovy dětinskosti a hlouposti. Kdyby se s Thrawnem spojil, Nová Republika by neměla naprosto žádnou šanci se ubránit a galaxie by byla opět v imperiálních a Palpatinových rukou. Místo toho se však Palpatine slepě mstil na osobě, kterou dlouhá léta respektoval, a která se snažila zachránit, co se dalo.
Thrawn však i přes to dovedl Impérium v roce 9 ABY k vítězství. Toto vítězství by bylo definitivní, nebýt zrady ve vlastních řadách, která vyvrcholila Thrawnovou vraždou (tu zosnovali Palpatinovi lidé). I když ztráta Thrawna byla pro Impérium velmi citelná, ostatní velitelé se spojili do jednotné ofenzívy na Coruscant, který dobyli a vyhnali Novou Republiku pryč. V tuto chvíli znovuzrozený Císař udeřil a vyvolal mocnou Silovou bouři, která „teleportovala“ Mistra Jedi Luka Skywalkera na Byss. Tam se Lukovi postavil a odhalil mu svou totožnost. Když si Luke uvědomil, že stojí proti nepříteli, který dokázal přežít svou vlastní smrt, učinil nemyslitelné a aby ho byl schopen porazit, musel pochopit podstatu Temné strany. Proto před Císařem poklekl a podřídil se mu. Stal se tak jeho čtvrtým Sithským učedníkem.
Avšak Skywalkerovy vazby na jeho blízké byly příliš silné. Téměř okamžitě po svém jmenování do funkce Vrchního velitele imperiálních sil se naboural do přísně tajné počítačové sítě a podařilo se mu deaktivovat válečnou loď Devastátor Silencer-7. Dále pak škodil Palpatinovi, ať už v malém, či velkém. Skywalkerova zrada však byla brzy odhalena, protože si Palpatine a jeho poradci byli vědomi jeho neloajálnosti. Poradci si na něj neustále stěžovali, ale Palpatine je ujišťoval, že se ho nemusí bát. Palpatine totiž Skywalkerovi potají v záškodnické činnosti pomáhal, aby každý jeho krok znamenal vítězství dodalo mu to sílu a odvahu. V konečném důsledku byla prohraná bitva nebo válka jen přijatelnou cenou za získání nového učedníka s takovým potenciálem. Ostatně nebylo by to poprvé. Přesně takhle postupoval už během Klonových válek, aby pomáhal Anakinovi.
Když na Byss dorazila Lukova sestra, aby ho zachránila, byla zajata společně se svým mužem Hanem Solem. Palpatine se ji ihned pokusil zlákat na Temnou stranu za použití jedijského Holokronu. Také ji pověděl o svém úmyslu přenést svou duši do jejího nenarozeného syna. To vyústilo v její výbuch hněvu a v záchvatu přeskočila postel, na které Palpatine odpočíval, a dala se na útěk. Palpatinovo potěšení brzy vystřídal vztek, protože Leia Organa Solo utekla i s jeho jedijským holokronem v ruce. V útěku z planety manželům Solovým pomohl Luke, a tak se prozradil Palpatinovi, kterému se pokusil vzepřít.
Byl však již příliš pohlcen Temnou stranou, aby se dokázal zcela vymanit z vůle svého mistra. Přesto se Luke vydal do Palpatinových klonových laboratoří a jednoho klona po druhém ničil. Než však stihl dílo zkázy dokončit, Palpatine přenesl svou esenci do posledního klona. Luke se pak snažil Sithskému pánu vysmívat a pověděl mu, že díky tomu, že byl jeho učedníkem, odhalil Palpatinovy slabiny. Palpatine na to reagoval aktivací světelného meče, který byl v laboratořích přítomen, a zaútočil na Luka. Bojoval tak brutálně a nepředvídatelně, že ani Lukova perfektní znalost formy boje Djem So nestačila. Navíc jeho duše posedla Lukovo tělo přímo a snažil se ho tím zcela zlomit.
Nedlouho poté se Palpatine objevil na oběžné dráze nad Základnou Pinnacle ve své lodi Eclipse. Palpatine požadoval po vůdcích Nové Republiky, aby mu vydali ukradený Holokron a předali jeho zlodějku Leiu. I přes protest všech vůdců se Leia na Eclipse vydala dobrovolně. Zde Leia prosila Luka omámeného Temnou stranou o pomoc. Její přítomnost mu dodala sílu, aby ze sebe setřásl zničující vliv svého mistra a zaútočil na něj. Ve velkolepém duelu se světelnými meči se Lukovi povedlo useknout Palpatinovu klonu ruku, čímž ho rozzuřil tak, že vytvořil Silovou bouři takových rozměrů, kterou ani on sám nedokázal kontrolovat. Luke s Leiou se vydali na útěk a podařilo se jim Eclipse opustit dříve, než ji Palpatinova bouře zcela zničila. Tento klon byl přitom zabit, avšak Palpatine opět dokázal svou duši včas přesunout do jiného těla a přežil tak.

### Poslední klon
Po bitvě o Balmorru, začali dva adepti temné strany Nefta a Sa-Di tajně ničit klony, které Skywalker nezničil. Oba však byli za tuto zradu zabiti, avšak povedlo se jim svou práci dokonat. Zbylo pouze jediné nestabilní klonové tělo a právě v něm se Palpatine vrátil z podsvětí. Téměř okamžitě zahájil tažení proti galaxii a tentokráte k tomu měl další superzbraň, Galaktickou zbraň, což bylo obrovské dělo schopné zničit celou planetu. Její projektily měly hyperpohon a velice sofistikované štíty, takže byla tato zbraň mnohem smrtonosnější a efektivnější než obě Hvězdy smrti dohromady. K jeho Impériu se ze strachu přidávalo více a více systémů Nové Republiky, takže jeho Impérium sílilo, zatímco on slábl. Poslední klonové tělo bylo nestabilní a stárlo mnohem rychleji než předešlá.
Palpatine pociťoval i genetické vady, jež do jeho klonů zakomponoval člen jeho stráží Carnor Jax. To však nebyla jediná zrada, které se tento muž dopustil. Palpatine se pokusil rychle naklonovat další těla, ale zjistil, že Jaxova sabotáž byla mnohem promyšlenější. Narušil totiž i základní genetický materiál, takže další klonování zcela znemožnil. Ve strachu proto odcestoval na Korriban vyhledat u svých dávno zesnulých předchůdců pomoc. Ti mu poradili, aby se zmocnil těla Anakina Sola, jenž se právě narodil Leie a Hanovi Solových. Vnuk Darth Vadera byl pro Palpatina ideálním hostitelem, proto ihned jednal.
Se svou lodí Eclipse II se vydal na Onderon, kde se Solovi ukrývali. Republiková flotila ihned jeho loď napadla a skupina Jediů s R2-D2 a Landem Calrissianem loď infiltrovala. Palpatina však na palubě nenalezli, protože jim proklouzl na povrch planety, aby našel Leiu a jejího syna. R2-D2 se napojil do lodních systémů, vyřadil hyperpohon a navedl loď na kolizní kurz s Galaktickou zbraní, která na orbitě Byssu čekala na své první použití. Loď ihned odcestovala k cíli a navzdory pokusům posádky o získání kontroly nad lodními systémy obě superzbraně narazily do sebe a explodovaly. Při výbuchu Galaktická zbraň poprvé, a také naposled vystřelila, ale hlaveň byla otočená na Byss, Palpatinův trůnní svět, a úplně ho zničila.

## Palpatinova definitivní smrt (legends)
Palpatine mezitím vyhledal Leiu a požadoval, aby mu vydala Anakina Sola a umožnila převtělení. Ta sice bojovala odvážně, ale císaři se nemohla rovnat. Naštěstí dorazil Luke Skywalker v doprovodu dvou dalších Jediů Rayfa Ysanny a Empatojayose Branda. Rozzuřený Palpatine bez problémů zabil Ysannu a vážně zranil Branda, ale během konfliktu byl zastřelen zezadu Hanem Solem. Palpatinův duch se vznesl do vzduchu a vydal se směrem k Anakinovi. Než však Palpatine Anakina posedl, zachytil jeho ducha umírající Brand a pomocí Síly připoutal Palpatinova ducha k svému vlastnímu. Jakmile Brand zemřel splynutím se Silou, vzal Palpatinova ducha do podsvětí Síly s sebou, kde ho duše všech zemřelých Jediů v historii uvěznili.
Tak byl Darth Sidious, známější jako Kancléř a Císař Palpatine, nejmocnější Temný Pán ze Sithu v historii galaxie, konečně po dlouhých letech poražen.

## Palpatinův Odkaz (legends)
I přes jeho definitivní smrt žil Palpatinův odkaz dál. Většina galaxie byla v ruinách a po jeho brutálních válkách, počínaje Klonovými, občanskou, proti Rebelům a pak této poslední, zemřelo několik biliard lidí. Jeho přeživší Temní Jediové sice již nenásledovali Baneovo Pravidlo dvou, avšak dokázali přežít porážku Impéria. Palpatinův Nový řád také přežil, i když výrazně pozměněn, aby získal v galaxii aspoň nějakou podporu.
Palpatinův návrat se pokusili zosnovat Imperiálové v roce 23 ABY, když se zdálo, že se vynořil další Palpatinův klon. Jednalo se však o podvod a předpokládaný Palpatine nebyl nic jiného než série holozáznamů jeho vystoupení a proslovů. Tyto záznamy vysílali čtyři členové jeho Císařské gardy.
Někdy těsně před svou smrtí přidal Palpatine své znalosti do Teloského sithského holokronu, který měl dát rady mladým lidem toužícím se stát se Sithem. Shrnul zde důležitost učedníka, metody klonování, kterými ošidil smrt, získání moci a informace o Sithech obecně. Jediové ho objevili v roce 40 ABY a zamezili jeho posmrtnému šíření učení Temné strany.
Dlouhé století po Palpatinově smrti ovládl galaxii nový Sithský řád pod vedením Darth Krayta. Tento řád měl bezpočet následovníků a učedníků, ale pouze jednoho Temného Pána ze Sithu. Krayt přísahal, že nezopakuje Palpatinovu chybu a nenechá přeživší Jedie na živu. Krayt tedy nenásledoval Pravidlo dvou, které Palpatinovi přineslo tak neomezenou moc, a raději si vytvořil vlastní – Pravidlo jednoho.